# Epicureísmo

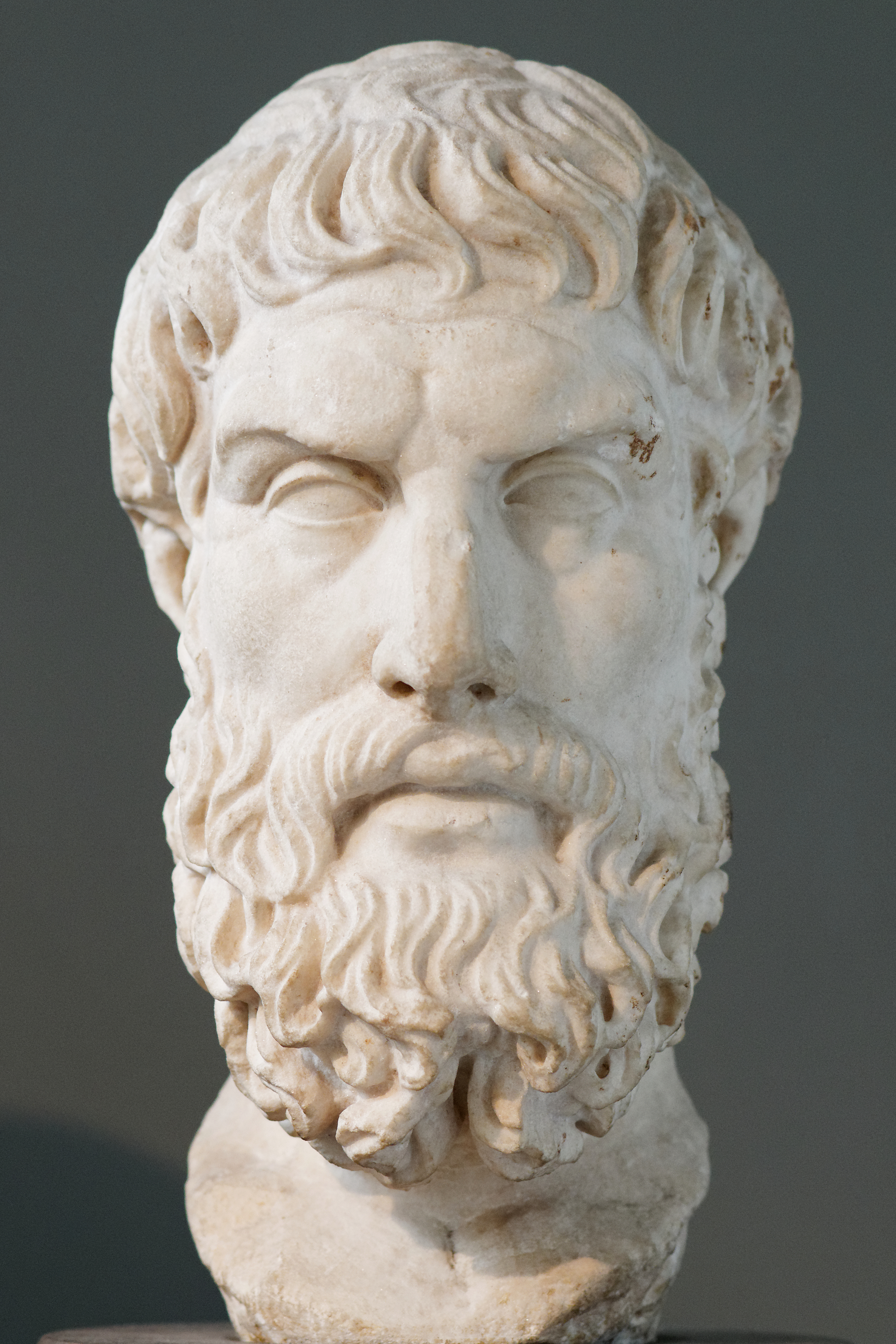
Copia romana de un busto griego del de Epicuro de Samos, fundador del epicureísmo.

El epicureísmo es un movimiento filosófico fundado alrededor del 307 a. C. basado en las enseñanzas del antiguo filósofo griego Epicuro de Samos, el cual fundó una escuela llamada "El Jardín" y cuyas ideas fueron seguidas por otros filósofos, llamados "epicúreos". El Jardín se hizo famoso por el cultivo de la amistad y por estar abierto a la participación de las mujeres, en contraste con lo habitual en la Academia fundada por Platón y en el Liceo de su discípulo Aristóteles. De hecho, Epicuro se opuso a platónicos y peripatéticos, y sus enseñanzas quedaron recogidas en un conjunto de obras muy numerosas, según el testimonio de Diógenes Laercio, pero de las que ha llegado hasta nosotros solo una parte muy pequeña, aunque significativa, compuesta esencialmente por fragmentos. Con todo, el pensamiento de Epicuro quedó inmortalizado en el poema latino De rerum natura (De la naturaleza de las cosas), del poeta latino Tito Lucrecio Caro.
Han sobrevivido pocos escritos de Epicuro. Sin embargo, hay testimonios independientes de sus ideas procedentes de sus discípulos posteriores. Mientras que el estoicismo tuvo un largo desarrollo, las doctrinas epicúreas quedaron fijadas por su fundador. Algunos estudiosos consideran que el poema épico De rerum natura (en latín: De la naturaleza de las cosas) de Lucrecio presenta en una obra unificada los argumentos y teorías centrales del epicureísmo. Muchos de los rollos desenterrados en la Villa de los Papiros en Herculano son textos epicúreos. Se cree que al menos algunos pertenecieron al filósofo epicúreo Filodemo de Gadara. Epicuro también tuvo un discípulo rico del siglo II d. C., Diógenes de Enoanda, que tenía un pórtico inscrito con principios de la filosofía erigido en Enoanda, Licia (actual Turquía), por lo cual podemos saber que aún era una escuela filosófica pujante más de cuatro siglos después de su creación.
Epicuro fue un atomista, siguiendo los pasos de Demócrito. Su materialismo lo llevó a una crítica generalizada contra la superstición y la intervención divina. Al igual que el filósofo cirenaico Aristipo, Epicuro era un hedonista, pero creía que el mayor bien consistía en buscar un placer modesto y sostenible en forma de un estado de ataraxia (tranquilidad y liberación del miedo) y aponía (ausencia de dolor corporal) a través del conocimiento del funcionamiento del mundo y los deseos limitantes. En consecuencia, Epicuro y sus seguidores generalmente se retiraron de la política y recomendaron hacerlo porque podría conducir a frustraciones, disgustos y ambiciones que pueden entrar directamente en conflicto con la búsqueda epicúrea de paz mental y virtudes.
Aunque el epicureísmo es una forma de hedonismo en la medida en que declara que el placer es su único objetivo intrínseco, el concepto de que la ausencia de dolor y miedo constituye el mayor placer, y su defensa de una vida simple, lo hacen muy diferente del "hedonismo" entendido coloquialmente, más identificado con la doctrina de Aristipo y los cirenaicos.
El epicureísmo floreció en la era helenística tardía y durante la era romana, y se establecieron muchas comunidades epicúreas, como las de Antioquía, Alejandría, Rodas y Herculano. A fines del siglo III d. C., el epicureísmo casi desapareció, y se le opusieron otras filosofías (principalmente el neoplatonismo) que entonces estaban en auge. Durante el Renacimiento fue frecuentemente denostado, aunque algunos humanistas, entre ellos Francisco de Quevedo, ya en el Barroco, escribieron para defenderlo (Defensa de Epicuro contra la común opinión, 1635). El interés por el epicureísmo resucitó empero durante la laica Ilustración y continúa en la Edad Contemporánea.

## El Jardín
El Jardín (en griego: kêpos κῆπος; según Cicerón al latín: hortus) es el nombre de la escuela filosófica fundada por Epicuro en las afueras de Atenas, próxima a la Academia platónica, en el camino de El Pireo. Epicuro se estableció definitivamente en Atenas en el año 306 a. C. (cerca de esta fecha debió de fundar su Jardín) y permaneció aquí el resto de su vida. Para entonces, la ciudad había perdido la primacía política de la que gozaba en el período clásico. Desarrolló en el Jardín sus ideas de amor hacia el campo. Más que un verdadero jardín, su escuela se trataba de un huerto, un espacio rural ajeno a la ciudad, su ideal de vida oculta y su rechazo hacia los planteamientos intelectuales y políticos de la Academia platónica. La vida de la comunidad era sencilla y dependió en materia económica por contribuciones voluntarias. Los seguidores de Epicuro fueron conocidos como los filósofos del jardín o aquellos del jardín.
El Jardín coexistió con los dos principales centros de enseñanza de la época: la Academia de Platón, fundada hacia el 387 a. C. al norte de la ciudad, en el olivar de Academos, y dirigida en tiempos de Epicuro por Crates de Triasio; y el Liceo de Aristóteles, fundado en el 335 a. C. y dirigido por Teofrasto, que se encontraba dentro de las murallas de la ciudad, en un gimnasio próximo al templo de Apolo Licio. El Jardín estaba a las afueras de la ciudad cerca de la Academia, en una propiedad agrícola junto al camino del puerto de El Pireo, donde el maestro organizó una comunidad que se sustentaba con el trabajo hortícola. Epicuro prefería vivir lejos del ambiente urbano, en un lugar relajado para la reflexión. Por el contrario, la escuela estoica nació en los soportales (stoa) del ágora de la Acrópolis, cuyos miembros intervenían en los asuntos políticos de la ciudad.
El Jardín ofrecía un lugar tranquilo, alejado del bullicio de la urbe, en el que tenían lugar desde charlas y convivencias hasta comidas y celebraciones (simposion). Se trataba pues, a diferencia de la Academia de Platón o el Liceo de Aristóteles, de un lugar más destinado al retiro intelectual en una comunidad fraternal que basada en la paideía, un libre discurso pedagógico-filosófico de confianza absoluta tanto frente al maestro como a los condiscípulos ‘para fomentar la comprensión del otro y la amistad (philía)’, en vez de un lugar dedicado a la investigación científica.
El deseo de hablar a una amplia gama de personas fue un aspecto importante de la escuela de Epicuro. Séneca registra una inscripción en la puerta del Jardín en la epístola XXI de las Cartas a Lucilio: «Extraño, tu tiempo será agradable aquí. En este lugar el mayor bien es el placer». Eran admitidas al Jardín personas de toda condición y clase, lo que llegó a ser causa de escándalo. Incluía a personas respetables, pero igualmente a gentes de vida disoluta. También a mujeres y a esclavos, lo que en aquella época constituía un hecho inusual para una escuela filosófica. La escuela epicúrea poseía un corte religioso a la hora de imitar el carácter semidivino de la vida ataráxica del maestro (el hombre divino, theios aner). Para Epicuro había tres tipos de personas: las autodidactas que llegan a la verdad sin ayuda de nadie; los que necesitan una ayuda, pero muy capaces de seguir, como Metrodoro; y los que pueden ser dirigidos al bien pero necesitan no solamente ayuda sino hasta coacción, como Hermarco. «Epicuro felicita al primero, pero admira más al segundo, porque aunque ambos lleguen al mismo fin, merecen mejor alabanza de haber hecho lo mismo con un carácter más difícil». El papel del maestro era análogo al de un médico para la felicidad. Por eso la escuela epicúrea dio vital importancia a la pedagogía. De Witt afirma que la escuela epicúrea estaba organizada según una jerarquía: los philosophoi (filósofos), los philologoi (escolarcas), los kathegetai (profesores), los synetheis (imitadores) y los kataskeuazomenoi, alumnos en ‘vías de preparación’ (el término griego kataskeuazomenoi es un precedente del término cristiano catecúmeno). Las enseñanzas epicúreas se transmitieron en diversos formatos como cartas, poemas, e inscripciones, para poder ser accesible a una amplia audiencia alfabetizada tanto en latín como en griego.
Epicuro impartió sus enseñanzas en el Jardín hasta su fallecimiento en el año 270 a. C., cuando tenía 72 años. Dejó la dirección de su escuela a Hermarco, quien había sido su discípulo en Mitilene antes de la fundación del Jardín y quien le acompañó fielmente desde entonces. Aminómaco fue el heredero de las propiedades de Epicuro con la condición de que le dieran el Jardín a Hermarco y a los demás epicúreos. De esta manera Epicuro, ciudadano ateniense, se asegura de que Hermarco y otros epicúreos no atenienses puedan permanecer en el Jardín, aunque no pueden heredar legalmente la propiedad. Su sucesor fue Polístrato el Epicúreo, quien fue el último sobreviviente en haber escuchado a Epicuro. A este sucedió Dionisio y Basílides. Otros epicúreos conocidos fueron Metrodoro, Leontion, Colotes, Poliano, Apolodoro, Zenón Sidonio, Demetrio, Orión, Fedro y Patrón.
Las comunidades epicúreas se extendieron desde Atenas hasta Rodas y Oriente Próximo. A diferencia del estoicismo, que tuvo un largo desarrollo doctrinal, el epicureísmo se mantuvo fiel a las enseñanzas de su fundador sin apenas cambios durante el paso del tiempo. Diógenes Laercio habló de epicúreos ‘verdaderos’ que llamaban ‘sofistas’ a otros epicúreos, lo que ha llevado  a considerar dos corrientes del Jardín: una que toleraba algún cambio doctrinal, y otra que lo criticaba.

### Culto de Epicuro

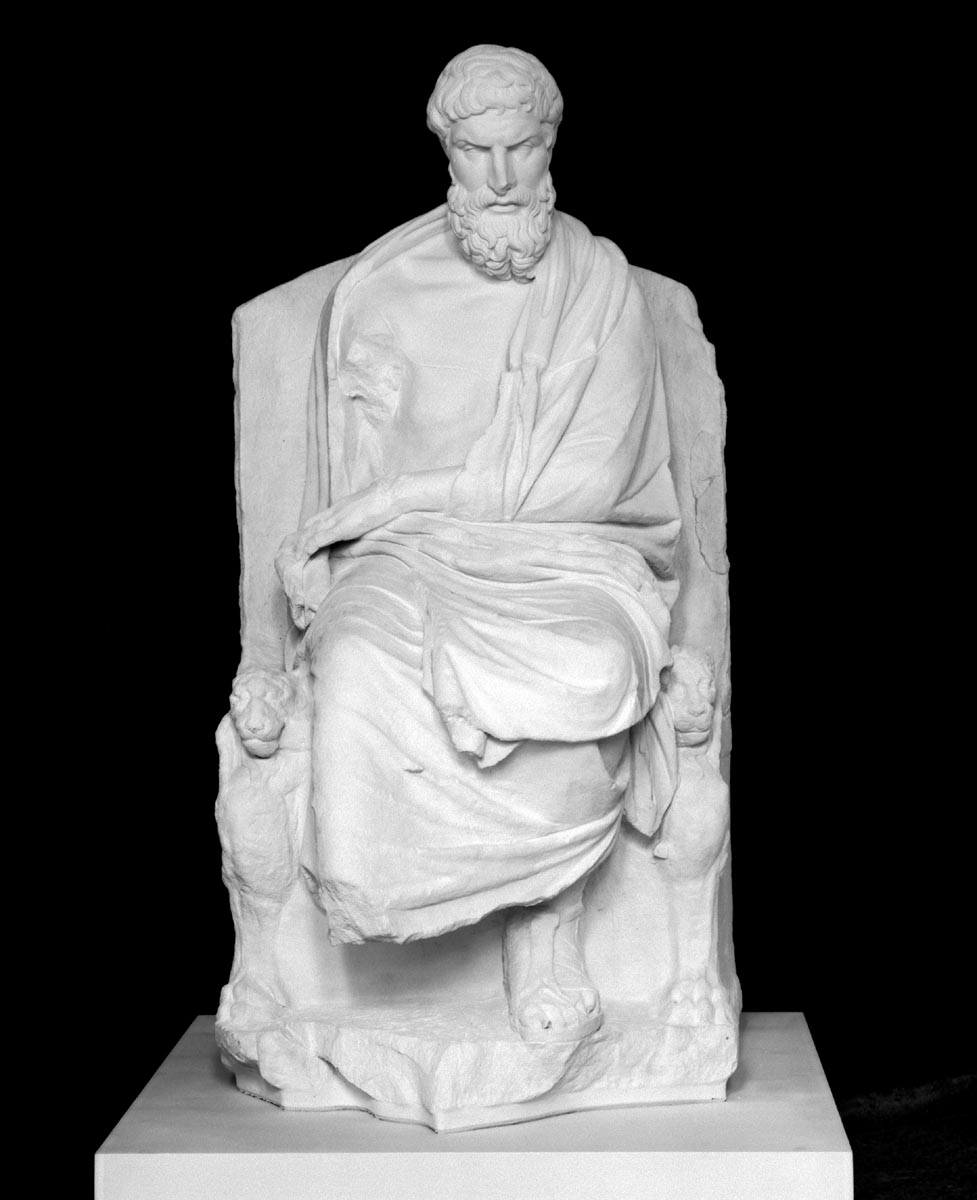
Reconstrucción por K. Fittschen de una escultura de Epicuro entronizado, presuntamente erigida después de su muerte. Universidad de Göttingen.

Según Diskin Clay, el propio Epicuro estableció la costumbre de celebrar su cumpleaños anualmente con comidas comunes, acorde con su estatura como heros ktistes ("héroe fundador") del Jardín. Ordenó en su testamento fiestas conmemorativas anuales para sí mismo en la misma fecha (10 del mes de Gamelion). Las comunidades epicúreas continuaron esta tradición, refiriéndose a Epicuro como su "salvador" (sóter) y celebrándolo como héroe. Séneca citó la máxima epicúrea: "Haz, dice, todas las cosas como si Epicuro te mirara". El culto al héroe de Epicuro puede haber operado como una religión cívica de variedad en El jardín. Lucrecio escribió desde el comienzo mismo del poema De rerum natura su propósito de explicar la filosofía de Epicuro de la manera más clara, fiel y persuasiva posible, a quien considera como el liberador de la superstición al proporcionar una explicación del origen y la estructura del universo.

¿No debemos nuestra más viva gratitud a aquel que, prestando oídos, por decirlo así, a esta voz de la naturaleza, la comprendió con tanta seguridad y profundidad que ha llevado a todos los hombres de mente sana al camino de la vida sosegada, tranquila, reposada y feliz? Y el hecho de que a ti te parezca poco erudito se debe a que, en su opinión, no había otra erudición que la que enseña la doctrina de la felicidad.
Nonne ei maximam gratiam habere debemus, qui hac exaudita quasi voce naturae sic eam firme graviterque comprehenderit, ut omnes bene sanos in viam placatae, tranquillae, quietae, beatae vitae deduceret? Qui quod tibi parum videtur eruditus, ea causa est, quod nullam eruditionem esse duxit, nisi quae beatae vitae disciplinam iuvaret.
Cicerón. De finibus I, 71.

Sin embargo, la clara evidencia de un culto al héroe epicúreo, así como el culto en sí, parece sepultado por el peso de la interpretación filosófica póstuma, pero el hecho de distinguir a Epicuro deja claro que los epicúreos no estaban preocupados por la búsqueda de la verdad a través de una argumentación persuasiva sino más bien por la devoción de una guía espiritual única y profesor.

### Eikas
Eikas (en griego: εἰκἰ, del εἴκοσῐ eíkosi, "veinte"), Eikadenfest  es una fiesta celebrada entre los epicúreos en conmemoración de Epicuro y Metrodoro. Es una celebración mensual que tiene lugar el día 20 de cada mes. La práctica se realizó durante la vida de Epicuro, y en su testamento se tomaron disposiciones para continuar con la celebración. Se volvió tan característico de los epicúreos que los detractores les dieron el sobrenombre de eikadistae (“la gente del día veinte”).

La casa que tengo en Mélite la entregarán Aminomaco y Timócrates a Hermaco, para habitarla durante su vida, y los que con él filosofen. De las rentas que hagan los bienes que he dado a Aminomaco y a Timócrates, de acuerdo con Hermaco, tomarán la parte que se pueda, y la invertirán en sacrificios por mi padre, madre y hermanos, y por mí en el día de mi nacimiento que, según costumbre, se celebra ya cada año en la primera decena de Gamelión. Y también se empleará en gastos de los confilosofantes que concurran el día 20 de cada mes, que está señalado para mi memoria y la de Metrodoro. Celebrarán también el día destinado a mis hermanos en el mes de Posidón, como yo he practicado, y el de Polieno en el mes de Metagitnión.
Testamento de Epicuro

El día tuvo un significado especial entre los griegos antes de Epicuro, siendo el vigésimo sagrado para el dios Apolo, y también correspondiendo al día final de los ritos de iniciación a los misterios de Deméter.

## Obras y fuentes

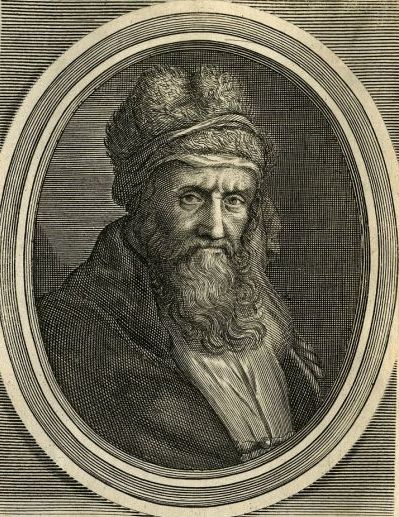
Diógenes Laercio, historiador griego que recogió los principales fuentes filosóficas que han permitido reconstruir el pensamiento epicúreo.

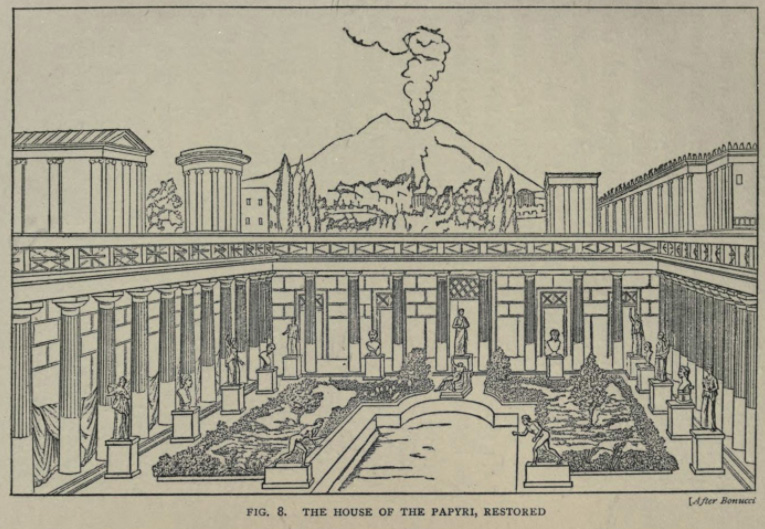
Ilustración de la Villa de los papiros restaurada, lugar donde se han encontrado textos del epicúreo Filodemo de Gadara.

Diógenes Laercio, antiguo biógrafo y doxógrafo que vivió en el último siglo del epicureísmo (siglo III), dedicó el libro décimo y último de su obra Vida y opiniones de los filósofos ilustres a la filosofía de Epicuro y sus seguidores. Según refiere Diógenes Laercio, Epicuro dejó más de 300 manuscritos, incluyendo 37 tratados sobre física y numerosas obras sobre el amor, la justicia, los dioses y otros temas. Diógenes Laercio recoge el título de unas cuarenta obras:
1. De la naturaleza (treinta y siete libros)
2. De los átomos y el vacío
3. Del amor
4. Epítome de los escritos contra los físicos
5. Dudas contra los megáricos
6. Sentecias selectas
7. De las sectas
8. De las plantas
9. Del fin
10. Del criterio o Canon
11. Queredemo o De los dioses
12. De la santidad o Hegesianax
13. De las vidas
14. De las obras justas
15. Neocles
16. A Temista
17. El Banquete (Simposio)
18. Euríloco
19. A Metrodoro
20. De la visión
21. Del ángulo del átomo
22. Del tacto
23. Del destino
24. Opiniones sobre las pasiones.[42]
25. A Timócrates.
26. Pronósticos
27. Exhortaciones
28. De las imágenes mentales
29. De la fantasía
30. Aristóbulo
31. De la música
32. De la justicia y las otras virtudes
33. De los dones y la gracia
34. Polimedes
35. Timocrates (tres libros)
36. Metrodoro (cinco libros)
37. Antídoro (dos libros)
38. Opiniones sobre enfermedades, dirigidas a Mitres
39. Calístolas
40. Del reino
41. Anamenes
42. Epístolas

Sin embargo, estas obras se han perdido y solo sobrevivieron en citas recogidas. Lo que conocemos de la filosofía epicúrea es a través de las siguientes fuentes:
- Tres cartas y varias máximas de Epicuro que Diógenes Laercio reproduce en el libro X de su obra:
  1. Carta a Heródoto, que trata la física atomista y criterio del conocimiento.
  2. Carta a Pítocles, referida a la cosmología, la astronomía y la meteorología. un resumen de sus propias enseñanzas morales y teológicas,
  3. Carta a Meneceo, que aborda y resume sus enseñanzas éticas hedonistas y teológicas.
  4. Máximas capitales, conjunto de unos cuarenta dogmas de contenido ético y gnoseológico.
- Un códice vaticano, el Gnomologium Vaticanum, que contiene 81 fragmentos breves encontrados en la Biblioteca Apostólica Vaticana en 1888 por Karl Wotke.[43][44]
- Obras de sus discípulos, como la inscripción de Diógenes de Enoanda[45] y Sobre la Naturaleza (Περὶ Φύσεως) del filósofo epicúreo Filodemo de Gadara desde la biblioteca calcinada en Herculano. La mayoría de los papiros supervivientes se encuentran en la Biblioteca Nacional de Nápoles. Partes importantes del Libro II están preservados en el Museo Británico.[46] De esta obra también se han conservado fragmentos en la biblioteca del epicúreo Pisón (tal vez de Lucio Calpurnio Pisón Cesonino). Nombrado en honor al filósofo, el Philodemus Project es un esfuerzo internacional, apoyado por una importante subvención del Fondo Nacional para las Humanidades y por contribuciones de individuos y universidades participantes, para reconstruir nuevos textos de las obras de Filodemo sobre poética, retórica y música.[47]
- Alusiones a las ideas de Epicuro para comentarlas o rebatirlas en los escritos de Sexto Empírico (en Contra los dogmáticos y Contra los profesores), Plutarco (secciones «Contra Colotes», «Sobre la imposibilidad de vivir placenteramente según Epicuro» y «De si está bien dicho lo de “vive ocultamente”» en Moralia), Cicerón (en De natura deorum y en el libro I de De finibus, donde resumió críticamente la filosofía natural epicúrea reproduciendo una conversación mantenida con los epicúreos Lucio Manlio Torcuato y Gayo Valerio Triario)[48] y Séneca (casi en todas las 99 primeras Cartas a Lucilio).[49]
- La exposición de las doctrinas de Epicuro realizada en el largo poema didáctico del romano Lucrecio, De rerum natura. La finalidad era aproximar a la humanidad a la felicidad librándola del temor a los dioses y a la muerte.[50] El poema de Lucrecio ha servido como una de las principales fuentes para transmitir el pensamiento físico y gnoseológico epicúreo.[31]

La fuente principal contemporánea más completa y utilizada de la doctrina epicúrea es la recopilación de textos, testimonios y fragmentos antiguos editada por filólogo alemán Hermann Usener titulado Epicurea (1887). En dicha obra se recogen el libro X de Diógenes Laercio y una serie de citas de la literatura griega y latina sobre Epicuro. El único documento que no incluye son las Sentencias vaticanas (descubiertas en 1888).

## Filosofía

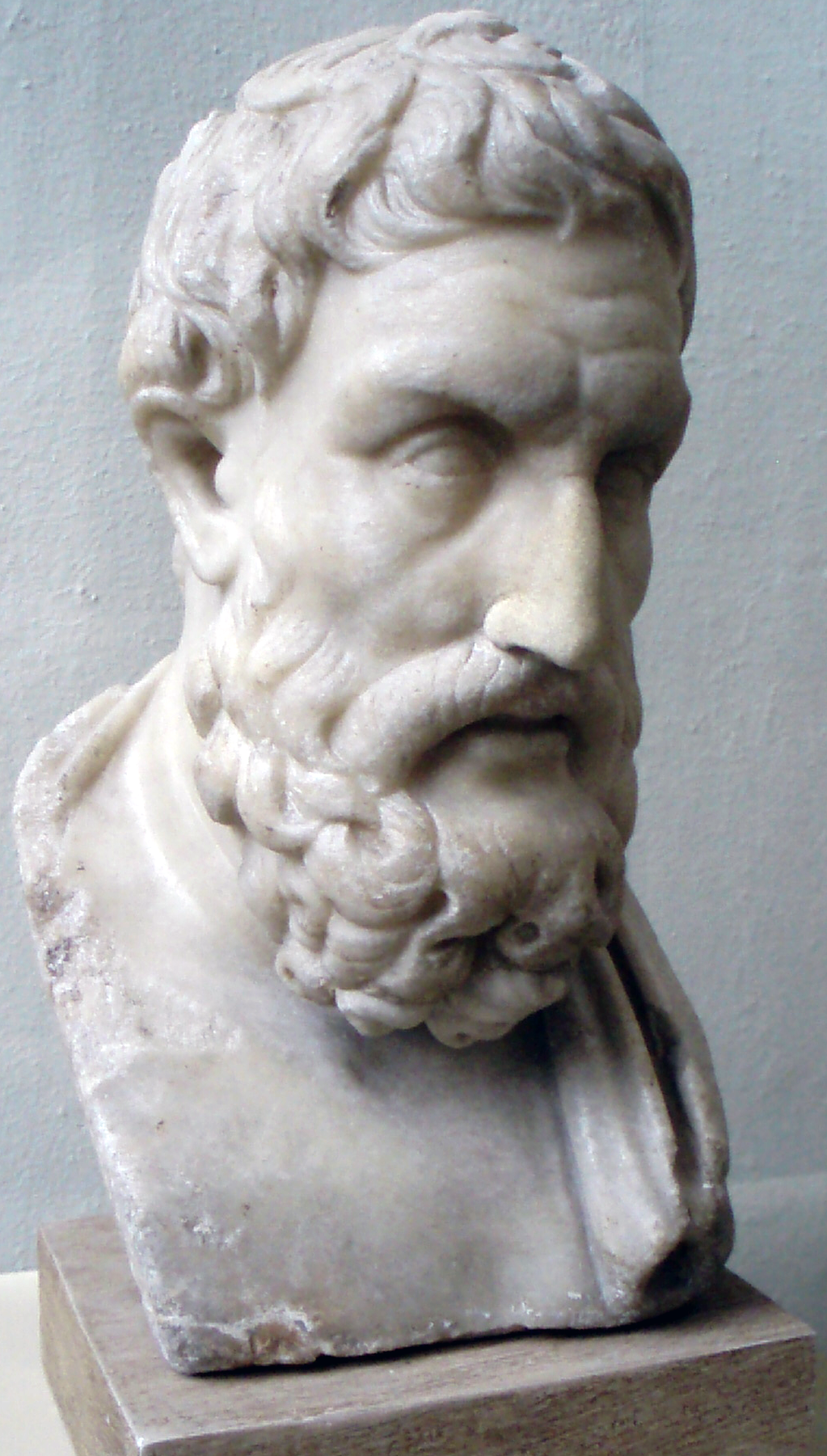
Busto de Epicuro, del Museo de Pérgamo, Berlín.

El epicureísmo consta de tres partes: la física, que estudia la naturaleza desde una cosmovisión atomista; la canónica o criteriología, que se ocupa de la gnoseología y los criterios por los cuales llegamos a distinguir lo verdadero de lo falso; y la ética, que desarrolla el hedonismo ético, el cual supone la culminación del sistema y a la que se subordinan las dos primeras partes. Georg Lukács enfatiza la universalidad general de la filosofía de Epicuro junto a otros pensadores antiguos como Aristóteles, Spinoza y Hegel al abordar temas sociales, éticos, metafísicos o esteticistas «que tiene su origen en problemas sociales». Karl Marx propuso por primera vez en su tesis doctoral que «la doctrina ética epicúrea está tan estrechamente vinculada a la física y la epistemología epicúreas que se puede decir que las determina». No obstante, las tres ramas de la filosofía epicúrea (canónica, física y ética) son bastante separables y es posible aceptar unas doctrinas y negar otras enseñanzas. Esto se aprecia mejor en los intentos de compatibilizarlo con las enseñanzas cristianas tras la recuperación del pensamiento Epicuro durante la Edad Moderna. 
Mientras que para Platón y Aristóteles la filosofía es una búsqueda continua de la verdad, y el conocimiento de esta trae la rectitud en la conducta humana, para Epicuro la filosofía tiene como finalidad la curación del alma humana. La filosofía epicúrea no era teórica, sino más bien práctica, que buscaba sobre todo procurar el sosiego necesario para una vida feliz y placentera en la que los temores al destino, los dioses, o la muerte, quedaran definitivamente eliminados. Para ello, la filosofía epicúrea se fundamentaba en una teoría empirista del conocimiento, en una física atomista inspirada en las doctrinas de Leucipo y Demócrito, y en una ética hedonista.

Que nadie, por joven, tarde en filosofar, ni, por viejo, de filosofar se canse. Pues para nadie es demasiado pronto ni demasiado tarde en lo que atañe a la salud del alma. El que dice que aún no ha llegado la hora de filosofar, o que ya pasó, es semejante al que dice que la hora de la felicidad no viene, o que ya no está presente.
Epicuro, Carta a Meneceo (122)

Epicuro argumentó que el placer era el principal bien de la vida. Por lo tanto, Epicuro abogó por vivir de tal manera que se obtenga la mayor cantidad de placer posible durante la vida, pero hacerlo de manera moderada para evitar el sufrimiento incurrido por el exceso de placer en tal placer. Se hizo hincapié en los placeres de la mente más que en los placeres físicos. Los deseos innecesarios producidos artificialmente debían ser suprimidos. Dado que la vida política podía dar lugar a deseos que pudieran perturbar la virtud y la paz mental, como el ansia de poder, o el deseo de fama, se desalentó la participación en la política. Además, Epicuro trató de eliminar el miedo a los dioses y a la muerte, considerando esos dos miedos como las principales causas de conflictos en la vida. La muerte no es nada para nosotros, y el dolor suele ser leve, y si es fuerte, suele ser breve. Epicuro recomendó activamente contra el amor apasionado, y creía a veces que era mejor evitar el matrimonio. Consideraba el sexo recreativo como un deseo natural, pero no necesario, que generalmente debería evitarse.

Entiendo —a un joven— que tu disposición natural es demasiado inclinada hacia la pasión sexual. Sigue tu inclinación como quieras, siempre que no violes las leyes, perturbes costumbres bien establecidas, hagas daño a tus vecinos, hagas daño a tu cuerpo, o desperdicies tus posesiones. Es imposible que no seas afectado por una o más de estas condiciones, pues un hombre nunca consigue bien alguno de la pasión sexual, y es afortunado, si no recibe daño.
Sentencias vaticanas, 51.

La comprensión epicúrea de la justicia era intrínsecamente como de interés propio. La justicia se consideró buena porque se consideraba beneficiosa para ambas partes. Los individuos no actuarían injustamente, incluso si el acto pasara desapercibido inicialmente, debido a la posibilidad de ser capturados y castigados. Tanto el castigo como el miedo al castigo, causarían perturbación a una persona, y le impedirían ser feliz. Epicuro puso gran énfasis en desarrollar amistades como base de una vida satisfactoria.

Epicuro dice que de todos los medios que la filosofía proporciona para vivir feliz, ninguno es mayor que la amistad, ninguno más fecundo, ninguno más agradable.
Cicerón, De finibus, I, 65.

Si bien, la búsqueda del placer formó el punto focal de la filosofía, esta se dirigió en gran medida a los placeres estáticos de minimizar el dolor, la ansiedad, y el sufrimiento. De hecho, Epicuro se refirió a la vida como un regalo amargo.

Y es por esto que decimos, que el placer es principio y fin del vivir venturoso. Y como es el bien primero y connatural, por eso no elegimos todo placer, sino que a veces omitimos muchos placeres, cuando de estos se desprende para nosotros una molestia mayor; y consideramos muchos dolores preferibles a placeres, cuando se sigue para nosotros un placer mayor después de haber estado sometidos largo tiempo a tales dolores. Todo placer, pues, por tener una naturaleza apropiada a la nuestra, es un bien; aunque no todo placer ha de ser elegido; así también, todo dolor es un mal, pero no todo dolor ha de ser por naturaleza evitado siempre.
Epicuro, Carta a Meneceo (128-129).

El epicureísmo no niega la existencia de los dioses; más bien niega su participación en el mundo. Según el epicureísmo, los dioses no interfieren con las vidas humanas, ni con el resto del universo de ninguna manera. Algunos eruditos dicen que el epicureísmo cree que los dioses existen fuera de la mente como objetos materiales (la posición realista), mientras que otros afirman que los dioses solo existen en nuestras mentes como ideales (la posición idealista).
El epicureísmo rechaza la inmortalidad. Cree en el alma, pero sugiere que el alma es mortal y material, al igual que el cuerpo. Epicuro rechazó cualquier posibilidad de una vida después de la muerte, sin dejar de sostener que no hay que temer a la muerte: «La muerte no es nada para nosotros; porque lo que se disuelve, no tiene sensación, y lo que carece de sensación, no es nada para nosotros». De esta doctrina surgió el epitafio epicúreo: Non fui, fui, non sum, non curo (No fui; yo; no soy; no me importa), que está inscrito en las lápidas de sus seguidores, y visto en muchas lápidas antiguas del Imperio Romano. Esta cita se usa a menudo hoy en día en los funerales humanistas.
Según Adolfo Sánchez Vázquez, «el epicúreo alcanza el bien, retirado de la vida social, sin caer en el temor a lo sobrenatural, encontrando en sí mismo, o rodeado de un pequeño círculo de amigos, la tranquilidad de ánimo y la autosuficiencia».[cita requerida]

## Física
La física epicúrea se refiere a la filosofía natural de Epicuro y sus seguidores de la antigua Grecia y Roma que utilizaron para explicar los fenómenos naturales que operan en el universo. El principal propósito del estudio de la naturaleza en la escuela epicúrea es reemplazar creencias inestables y angustiosas, como las supersticiones religiosas, por creencias estables y tranquilas. Epicuro establece el conocimiento en el estudio de la naturaleza como un saber que considera útil y produce un disfrute en grado sumo. Según Epicuro: «si vives conforme a la naturaleza, nunca serás pobre; si, conforme a la opinión, nunca serás rico».

«Así, la Filosofía Natural proporciona coraje para enfrentar el miedo a la muerte; resolución para resistir los terrores de la religión; paz mental, porque elimina toda ignorancia de los misterios de la naturaleza; dominio propio, porque explica la naturaleza de los deseos y distingue sus diferentes clases»
Cicerón. De finibus, I, 19.

Epicuro basó su filosofía natural en la teoría atomista de Demócrito. Al igual que él, Epicuro fue un materialista que enseñó que las únicas cosas que existen son los átomos y el vacío. Hay vacío en cualquier lugar donde no hay átomos. Epicuro y sus seguidores creían que los átomos y el vacío son infinitos y que, por tanto, el universo no tiene límites. Una innovación de la física epicúrea es la adición de una tendencia natural innata de los átomos a moverse "hacia abajo" por su propio peso y una desviación (parénklisis o clinamen) azarosa que sufren los átomos al colisionar entre ellos durante su caída.
Epicuro aprendió la doctrina democritea de Nausífanes, un filósofo atomista discípulo de Demócrito y de Pirrón. Posteriormente Epicuro dirigió duras críticas e improperios contra ellos. Decía que Nausífanes «tuvo este más que ningún otro una jactancia sofística, como que paría por la boca, semejante a la mayor parte de los esclavos» y llamó a Demócrito como «Lerócrito», esto es cegato o cegajoso.

1. Nada nace de lo que no es (nada nace de la nada).
2. Nada se disuelve en lo que no es.
3. El todo ha sido siempre como es ahora y así se mantendrá siempre.
4. El todo se compone de cuerpo y de vacío.
5. Los cuerpos son de dos clases: átomos y compuestos de átomos (los agregados).
6. El todo es infinito.
7. Los átomos son infinitos en número y el vacío es infinito en extensión.
8. Los átomos de forma idéntica son infinitos en número, pero sus formas son indefinidas en número, no infinitas.
9. El movimiento de los átomos es incesante.
10. Los átomos no tienen más que tres propiedades en común con las cosas sensibles: la forma, el volumen y el peso.

### Átomos y vacío
«La naturaleza de todas las cosas existentes son los cuerpos y el vacío.»
Epicuro. De la naturaleza, Libro I.

Epicuro escribió en su Carta a Heródoto (no el historiador) «que nada deviene a partir de lo no ente», lo que indica que todos los eventos, por lo tanto, tienen causas, independientemente de si esas causas son conocidas o desconocidas. Del mismo modo, también escribe que nada pasa jamás a la nada, porque, «si lo que desaparece se corrompiese hacia lo no ente, todas las cosas [reales] se habrían ya destruido, al no existir algo en lo cual disolverse.» Por tanto, afirma: «La totalidad de las cosas (to pan) fue siempre como es en la actualidad y seguirá siendo la misma porque no hay nada en lo que pueda cambiar, en la medida en que no hay nada fuera de la totalidad que pueda interferir y efectuar un cambio». Epicuro aceptó estos dos primeros principios (formulados previamente por Parménides) porque son aprobados por los sentidos, única fuente del conocimiento (véase Canon epicúreo).  Para que el universo persista, lo que está compuesto en última instancia no debe poder cambiarse o, de lo contrario, el universo se destruiría esencialmente. A consecuencia, Epicuro postuló, como Demócrito antes que él, que todo cuerpo está compuesta por partículas de materia extremadamente diminutas llamadas "átomos" (ἄτομος; atomos), cuerpos «indivisibles e inmutables» que solo poseen las cualidades de la forma, el tamaño y el peso. La cantidad de formas de los átomos son «incalculables», pero no «infinitas». La existencia de los átomos era también una cuestión de observación empírica. El devoto seguidor de Epicuro, el poeta romano Lucrecio, citó en De la naturaleza de las cosas numerosos fenómenos como las motas de polvo visibles por la luz solar; el desgaste gradual de los anillos por el uso; de las estatuas por los besos; de las piedras por las gotas de agua; y de los caminos por ser transitados como evidencia de la existencia de partículas diminutas e imperceptibles. Los átomos a su vez no cambian porque los epicúreos creían que el mundo era ordenado y que los cambios debían venir de fuentes específicas y consistentes. Por ejemplo: una planta solo crece a partir de una semilla de la misma especie. Entonces, las cosas que son verdaderas deben necesariamente tener causas (véase Principio de razón suficiente).
El epicureísmo afirma que los átomos no se pueden dividir en partes más pequeñas, y los epicúreos ofrecieron múltiples argumentos para apoyar esta posición. Sostiene que «si no existiese, por otra parte, lo que denominamos vacío, espacio y naturaleza intangible, no tendrían los cuerpos dónde estar ni a través de qué moverse», pero evidentemente percibimos los cuerpos moverse. Los epicúreos argumentan que debido a que el vacío, como «sustancialidad ontológica» auténtica y propia, es necesario para que la materia se mueva. Cualquier cosa que consista de vacío como de materia puede descomponerse, mientras que si algo no contiene ningún vacío, entonces no hay forma de separarse porque ninguna parte de la sustancia podría estar desglosado en una subsección más pequeña de la sustancia. Lucrecio cita la porosidad de las rocas, la digestión de los alimentos, la savia que desprenden los árboles y el sonido que atraviesa muros como demostración del vacío en los cuerpos físicos. A diferencia de Leucipo y Demócrito, Epicuro reconoció que para afirmar la existencia del vacío requiere negar que sea un "no ser".

### Partes mínimas
Los atomistas antiguos habían introducido la hipótesis del vacío y los átomos como respuesta a las paradojas planteadas por Parménides y Zenón acerca de la imposibilidad del movimiento. Los eleatas sostuvieron que cualquier movimiento requeriría un vacío, que es nada, pero la nada no puede existir. La posición de Parménides era: «Se dice que hay un vacío; por lo tanto, el vacío no es una nada; por lo tanto, no es el vacío». Para Demócrito el vacío existe entre los átomos como un no-ser que permite la pluralidad de partículas diferenciadas y el espacio en el cual se mueven. Similarmente, Zenón propuso que es imposible recorrer cualquier distancia es infinitamente divisible. Esto plantea el problema sobre si los átomos pueden dividirse tener partes, como lo demuestran sus variaciones de forma.
Frente a Aristóteles y los estoicos, quienes sostuvieron que el espacio es continuo, infinitamente divisible y sin vacío; Epicuro sostiene, igual que hizo Diodoro Cronos, la existencia de partes mínimas (elachiston) que en sí mismas no tienen partes y que los átomos ocupan, rechazando así la indivisibilidad infinita del espacio. La Stanford Encyclopedia of Philosophy dice: «Esta concepción se asemeja a la forma en que los puntos existen en una línea, según Aristóteles, ya que tampoco se tocan ni pueden existir independientemente. Pero los mínimos epicúreos se diferencian de los puntos en que son extensiones físicas y, por lo tanto, tienen extensión». Así Epicuro resolvería las paradojas de Zenón disitinguiendo entre indivisibilidad física de indivisibilidad conceptual. Este límite espacial sería análogo a los mínimos sensibles del límite de la percepción visual.
Como el espacio es discreto, Epicuro también sostuvo la existencia del mínimo (elachiston) en el átomo", pero los átomos no son mínimos en sí mismos; y ningún átomo consta de un solo mínimo. Los mínimos en el átomo no constituyen partes componentes de él, sino solo unidades de medida (καταμετρήματα) contemplables solo a través de la razón. A. A. Long y David Sedley sostienen que para Epicuro «los objetos sin partes solo pueden moverse incidentalmente al movimiento de un cuerpo más grande, por ejemplo el átomo». A su vez, el movimiento átomico es también discontinuo. Siguiendo a Aristóteles, Epicuro dice que un átomo no se mueve gradualmente en un intervalo mínimo, más bien solo puede decirse que se ha movido; en un instante están ubicados en una posición, y en el siguiente instante discreto en otra posición.
Similarmente a la física aristotélica, el tiempo es medida del movimiento. No existe "por sí mismo aparte del movimiento de las cosas o de su inmovilidad reparadora", a diferencia del espacio, que su existencia es independiente de la materia y del movimiento. Debido a que la materia como "pura relación consigo misma" es eterna e independiente, "se ve liberada de toda relatividad y variabilidad" y se sigue que el tiempo "queda excluido del concepto de átomo, el mundo de la esencia". El tiempo en sí existe como accidente (symptōmata) de nuestra imaginación (phantasía). Los accidentes son el cambio de sustancia en general. Esta forma pura del mundo de las apariencias es el tiempo. No fue hasta la Edad Moderna que los conceptos espacio y el tiempo se combinan. Por ejemplo, Pierre Gassendi siguió la física epicúrea pero defendió la realidad del tiempo independiente del cambio y movimiento.

«No debemos tratar de entender el tiempo cómo lo hacemos con las otras cosas que buscamos en un objeto refiriéndolo a las imágenes que tenemos en la mente sino que debemos tomarlo de la experiencia directa [...] Esto no necesita demostración, sino solo reflexión sobre el hecho de que asociamos el tiempo con los días y las noches y con las partes de estos, [...] con el movimiento y el reposo, reconociendo el tiempo como un accidente particular de estas cosas en virtud de lo cuál lo llamamos tiempo.»
Epicuro, Carta a Heródoto (72-73)

### Movimiento de los átomos
Otra consecuencia de las partes mínimas es la existencia de un límite de velocidad universal. Los epicúreos postularon un tipo principio de inercia al sostener que los átomos siempre se desplazan con igual velocidad a través del vacío sin resistencia independientemente de su peso o forma. Mientras se mueven, los átomos pueden chocar y rebotar entre sí, pudiendo unirse y formar un objeto más grande. Epicuro explicó la atracción magnética de ciertos cuerpos como imanes a causa de que "los átomos que fluyen de la piedra están relacionados en forma con los que fluyen del hierro, y así se entrelazan fácilmente entre sí; así es que, después de chocar con cada una de las dos masas compactas (la piedra y el hierro) luego rebotan en el medio y así se enredan entre sí, y arrastran el hierro tras ellos". Los átomos vibran los unos con los otros a medida que mantienen la forma general del compuesto.

### Teoría del clinamen
En respuesta a otra objeción de Aristóteles al señalar que los átomos no podrían juntarse nunca si se moviesen solo verticalmente, este movimiento natural hacia abajo puede desviarse aleatoriamente de su camino descendente habitual. Filodemo, Cicerón, Lucrecio, Plutarco, Aecio, Diógenes de Enoanda, Galeno, Plotino y san Agustín transmitieron que los epicúreos postularon la idea de un "desvío" atómico (en griego: παρέγκλισις parénklisis; en latín: clinamen), una de sus ideas originales más conocidas. Según esta idea, los átomos, a medida que viajan por el espacio, pueden desviarse levemente del curso que normalmente se esperaría que siguieran.El único fragmento en griego sobre esta noción central es de la inscripción de Diógenes de Enoanda:

«¿No saben ustedes que en realidad hay una libre circulación de átomos, que Demócrito no logró descubrir pero Epicuro sacó a la luz, un girón, como él demuestra por medio de los fenómenos?»
Diógenes de Enoanda (fr. 54)

Cyril Bailey creía que la desviación atómica habría estado expuesta en la Carta a Heródoto pero que dicho fragmento estaría perdido. La referencia más conocida se encuentra en Sobre la naturaleza de las cosas de Lucrecio:

Pues si no declinaran los principios, en el vacío, paralelamente, cayeran como gotas de la lluvia; si no tuvieran su reencuentro y choque, nada criara la naturaleza.
Quod nisi declinare solerent, omnia deorsum imbris uti guttae caderent per inane profundum nec foret offensus natus nec plaga creata principiis; ita nihil umquam natura creasset.
Lucrecio, De rerum natura. II. 220-225

Este desvío es lo que permitió la creación del universo, ya que a medida que más y más átomos se desviaban y chocaban entre sí, los objetos podían tomar forma a medida que los átomos se unían. A modo de modus tollens, los átomos nunca habrían interactuado entre sí sin el viraje y simplemente habrían continuado moviéndose hacia abajo a la misma velocidad.
Tales colisiones y desviaciones pueden situarse como el archē del cosmos."Dada la infinita historia pasada del universo, Epicuro no tuvo necesidad de plantear una primera colisión" como primera causa del movimiento eterno en el universo. La razón de Epicuro para introducir esta doctrina fue porque quería preservar los conceptos de libre albedrío y responsabilidad ética mientras aún mantenía el modelo físico determinista del atomismo. Lucrecio lo describe diciendo: "Es esta leve desviación de los cuerpos primarios, en momentos y lugares indeterminados, lo que evita que la mente como tal experimente una compulsión interna al hacer todo lo que hace y se vea obligada a soportar y sufrir como un cautivo encadenado". No está del todo claro cómo funciona el viraje de los átomos y se han propuesto una serie de interpretaciones alternativas sobre cómo funciona. Para Karl Marx, el viraje representa “el alma del átomo, el concepto de individualidad abstracta”.

### Cosmología
Al contrario que sus contemporáneos, los epicúreos creían que el universo sin extremos (akron) ni límites (peras) con un número ilimitado de átomos y una cantidad infinita de vacío. Epicuro dijo que si el universo fuera finito tendría un extremo que se lo puede observar desde el otro lado, no teniendo así límite alguno. Lucrecio sostiene este punto basándose en el ejemplo de Arquitas con el experimento mental de un hombre lanza una jabalina al límite teórico de un universo finito. Se afirma que la jabalina debe atravesar el borde del universo, en cuyo caso no es realmente un límite, o debe ser bloqueada por algo que impedir que continúe su camino, pero, si eso sucede, entonces el objeto que lo bloquea debe estar fuera de los confines del universo. Además, si tuviera límite todo ya hubiera caído al fondo del universo.
Los epicúreos también sostuvieron que hay un suministro infinito de átomos, aunque solo un número finito de tipos de átomos, así como una cantidad infinita de vacío. Como resultado de esta creencia, los epicúreos creían que también debe haber infinitos mundos (cosmoi). Algunos de estos mundos podrían ser muy diferentes a los nuestros, otros bastante similares, y todos los mundos estaban separados unos de otros por vastas áreas de vacío (metakosmia). El filósofo de la ilustración escocesa, David Hume, llamó la posibilidad de que el mundo podría haber surgido por la combinación aleatoria de átomos desde el caos de forma natural «la hipótesis epicúrea».

## Canónica
Epicuro escribió un tratado titulado Canon (del griego antiguo: Kανών) en el que explicaba sus métodos de investigación y teoría del conocimiento. Cicerón describe el Canon epicúreo como «aquella norma que ha como bajado del cielo para enseñárnoslo todo y por la cual deben guiarse todos los juicios sobre la realidad». Esta obra no ha sobrevivido ni ningún otro texto que explique completa y claramente la epistemología epicúrea, dejando solo citas y menciones de varios autores para poder reconstruirla.
Como resultado de su rivalidad contra las enseñanzas del escepticismo de Pirrón y el racionalismo idealista de Platón, la filosofía epicúrea emplea una epistemología empirista, según la cual: «no solo la razón se desplomaría enteramente, sino la vida misma perecería sin dilación, si no nos atreviéramos a fiarnos de los sentidos...» Luego, el sabio (sophos) confía de sus sentidos, establecerá dogmas, y no dudará.

Toda razón pende de los sentidos, y la verdad de estos se confirma por la certidumbre de las sensaciones. Efectivamente, tanto subsiste en nosotros el ver y oír, como el sentir dolor. Así que las cosas inciertas se notan por los signos de las evidencias. Aun las operaciones del entendimiento (epinoiai) dimanan todas de los sentidos, ya por incidencia, ya por analogía, ya por semejanza y ya por complicación; contribuyendo también algo el raciocinio.
Diógenes Laercio, Vidas, opiniones y sentencias de los filósofos más ilustres. X, Epicuro, 23.

### Psicología
En filosofía de la mente, puede considerarse a Epicuro como uno de los primeros filósofos en proponer una teoría de la identidad de la mente. Según el filósofo de Samos, el alma y el cuerpo están juntos desde la concepción, pero, en el momento de morir, los átomos se separan y ambos se destruyen. Es importante aclarar que Epicuro no era dualista, es decir, no postulaba la oposición cuerpo-alma; el alma, igual que el cuerpo, es material y está compuesta de átomos. Epicuro se opuso al eliminativismo de Demócrito y su concepción de la relación mente-cuerpo se puede entender como íntegramente fisicalista. Tim O'Keefe sostiene que Epicuro mantunvo un materialismo reduccionista donde los estados mentales son una "disposición física de los átomos del alma", aunque James Warrren, Lisa Wendlandt y Dirk Baltzly argumentan que Epicuro era un atomista no reduccionista, "que está en el espíritu del monismo anómalo de Donald Davidson". El punto principal de Epicuro fue establecer que el alma es corpórea y se ve afectada por el cuerpo (como por la embriaguez y la enfermedad) y viceversa (como por los efectos fisiológicos de los estados emocionales).

«Y después de estas cosas, es preciso reparar, refiriéndose a las sensaciones y pasiones –pues así la convicción será más certera– en que el alma es un cuerpo sutilmente particulado, diseminado por todo el organismo y muy semejante a un soplo que tiene una mezcla de calor, en parte semejante a este [calor], en parte semejante a aquel [soplo], si bien hay una parte que ha alcanzado gran variación [respecto] de tales [primeras partes] en razón de su sutil particulación y [que es] más simpática con el restante organismo. Y todo esto lo evidencian las facultades del alma, sus pasiones, movilidades, reflexiones y [cuantas cosas] privados de las cuales fenecemos. [...] De modo que devanean los que dicen que el alma es incorpórea, pues nada podría hacer ni padecer si fuera tal [como dicen]»
Epicuro, Carta a Heródoto (63-67)

### Teoría del conocimiento
Los epicúreos son "realistas epistemológicos". Postulan que los conceptos que formamos corresponden a "tipos de objetos y propiedades en nuestra experiencia". El epicureísmo se opuso amargamente a los escépticos pirronistas y académicos, quienes no solo cuestionaron la capacidad de tener un conocimiento preciso sobre el mundo. Contra el platonismo, Epicuro enfatizó la filosofía natural en lugar de la especulación por la razón sin evidencia empírica. Epicuro propuso los tres siguientes criterios de verdad (o iudicia rerum como los llama Cicerón) que forman el método del conocimiento:
- Las sensaciones (aisthêsis), son el asiento de todo el conocimiento y se originan cuando los átomos que desprenden los cuerpos llegan hasta nuestros sentidos (ádela).[162] Toda razón, dice Epicuro, «pende de los sentidos, y la verdad (aletheia) de estos se confirma por la certidumbre de las sensaciones». La naturaleza exige a los hombres en apoyarse en sus sentidos para poder vivir. «Si una persona lucha contra la clara evidencia de sus sentidos (enargeia), nunca podrá compartir una tranquilidad genuina».[75][179] Así, se establece que las percepciones sensibles son verdaderas y no nos engañan, puesto que corresponden a la realidad atómica inmediata.[179][180][181]«Decir que una sensación es falsa equivaldría a decir que nada puede ser percibido».[182] Todo sentido «es irracional (alogoi) e incapaz de memoria alguna, ya que no se produce espontáneamente {dentro de la mente} ni puede agregar o sustraer información de su causa externa».[183] Cada impresión sensorial se le debe otorgar la misma credibilidad. Los apariencias sensoriales pueden diferir, pero nunca se contradicen.[183] Como Aristóteles dijo: "El sentido de la vista no se engaña en cuanto al color, ni al oído en cuanto al sonido".[184][185] Los choques entre átomos pueden hacer llegar sensaciones mezcladas a nuestros sentidos, dando lugar la composición de imágenes distorsionadas.
- Las anticipaciones (prolepsis), son sensaciones que se graban en la memoria y sirven para que predecir sensaciones futuras.[181] Esta capacidad mental permite abstraer "conceptos generales" (término acuñado por Epicuro según Cicerón) de seres particulares, similar a las ideas platónicas o los universales aristotélicos. Por ejemplo, la idea de un caballo.[186] Estos conceptos se surgen en la mente de una persona a través del aporte sensorial a lo largo del tiempo y se guardan en la mente, la cual tiene un límite finito por su estructura material, impidiendo así la conservación infinita de estos recuerdos.[187][186] Los epicúreos fueron precursores del nominalismo.[188][189] Diógenes Laercio detalla este proceso así:

«Porque todos los pensamientos (epinoiai) tienen su origen en la sensación por medio de la coincidencia (periptosis) y la analogía (analogia) y la similitud (homoiotes) y la combinación (sunthesis), la razón (logismos) también aporta algo.»
Diógenes Laercio, Vidas, opiniones y sentencias de los filósofos más ilustres. X, Epicuro, 32.

- Las afecciones (pathê): son sentimientos de placer y dolor (hêdonê, algêdôn).[173] Son análogos a las sensaciones en que son un medio de percepción, pero perciben nuestro estado interno en oposición a las cosas externas. Si una sensación perturba (tarakhê) el movimiento atómico de nuestro cuerpo causan tristeza, si lo cesa produce placer.[191] Según Diógenes Laercio, los sentimientos son cómo determinamos nuestras acciones. Si algo es placentero, buscamos esa cosa, y si algo es doloroso, lo evitamos.[192] La importancia de las afecciones radican en la influencia directa que tienen sobre la teoría ética del placer (hedoné).[193]

### Filosofía del lenguaje
En filosofía del lenguaje, Epicuro fue el primero en formular una teoría sobre el origen del lenguaje como un producto natural de la expresión sonora de las emociones que fue estructurado por convención social. El filósofo Jean-Jacques Rousseau defendió esta tesis.

De lo cual resulta que al comienzo los nombres no se generaron por convención, sino que las naturalezas de los hombres, padeciendo pasiones particulares y aprendiendo imágenes particulares, según cada uno de los pueblos, emitieron de forma particular el aire dispuesto por cada una de las pasiones e imágenes, a fin de que llegara a existir la diferencia de lenguas según los lugares de asiento de los pueblos. Y luego, las particularidades de cada lengua fueron establecidas en común según cada pueblo, a fin de que las indicaciones resultaran menos ambiguas para los hablantes entre sí, y se indicaran de modo más conciso.
Epicuro, Carta a Heródoto (75-76)

Para Epicuro existe una relación entre el conocimiento y el lenguaje. Él sigue una teoría naturalista evolucionaria y gradual del lenguaje. Este no es un invento humano, sino producto del ambiente del hombre y su constitución física. El significado de una palabra es, por lo tanto, un significado natural, pero este significado queda cubierto por los usos que los hombres le dan. Volver al primer significado es volver a las ideas preconcebidas, y así recurrir a la fuente del conocimiento humano (en oposición a la dialéctica).

Así, que cualquier cosa, luego que se le sabe el nombre, ya está manifiesta; y ciertamente no inquiriríamos lo que inquirimos si antes no lo conociésemos, v. g., cuando decimos lo que allá lejos se divisa, ¿es caballo o buey? Para esto es menester tener anticipadamente conocimiento de la forma del caballo y del buey, pues no nombraríamos una cosa no habiendo aprendido con anticipación su figura. Luego las anticipaciones son evidentes.
Diógenes Laercio, Vidas, opiniones y sentencias de los filósofos más ilustres. X, Epicuro, 24.

## Ética
La ética es la culminación del sistema filosófico de Epicuro: llevar a quien la estudia y practica a la felicidad (eudaimonia). Como Sócrates, Epicuro consideró las cuestiones morales más importantes que las cuestiones físicas en la filosofía. Puesto que la felicidad es el objetivo de todo ser humano, la filosofía interesa a cualquier persona, independientemente de su edad, sexo, condición social, etc. «Vana es la palabra de aquel filósofo que no remedia ninguna dolencia del hombre». En las Sentencias vaticanas se añade:

«No hay que simular filosofar, sino filosofar realmente. Porque no necesitamos aparentar estar sanos, sino estar sanos de verdad.»
Sentencias Vaticanas, 54.

Al igual que Aristipo y los cirenaicos, el epicureísmo basa su ética en un conjunto de valores hedonistas. Epicuro afirmó que es bueno todo lo que produce placer (hedoné), pues el placer, según él, es el principio y el fin de una vida feliz. En el sentido más básico, los epicúreos ven el placer como el bien supremo (telos) o el propósito de la vida. Es inconcebible el bien sin los placeres de los sentidos. Como evidencia de esto, los epicúreos dicen que la naturaleza parece ordenarnos que evitemos el dolor, y señalan que todos los animales intentan evitar el dolor tanto como sea posible. Pero para que el placer sea real debe ser moderado, controlado y racional. Los epicúreos tenían una comprensión muy específica de cuál era el mayor placer, y el enfoque de su ética estaba en evitar el dolor en lugar de buscar el placer. Pese a que el placer es un bien y el dolor un mal, hay que administrar inteligentemente el placer y el dolor, pues en unas ocasiones se debe rechazar placeres a los que les siguen sufrimientos mayores y aceptar dolores cuando se siguen de placeres mayores.

«Y como es el bien primero y connatural, por eso no elegimos todo placer, sino que a veces omitimos muchos placeres, cuando de estos se desprende para nosotros una molestia mayor; y consideramos muchos dolores preferibles a placeres, cuando se sigue para nosotros un placer mayor después de haber estado sometidos largo tiempo a tales dolores. Todo placer, pues, por tener una naturaleza apropiada [a la nuestra], es un bien; aunque no todo placer ha de ser elegido; así también todo dolor es un mal, pero no todo [dolor] ha de ser por naturaleza evitado siempre»
Epicuro, Carta a Meneceo  (129)

### Clasificación de placeres
Aunque epicureísmo redujo el placer a la sensibilidad, los epicúreos hicieron una amplia clasificación de estos. Epicuro diferenció dos amplias categorías: placeres del cuerpo y los placeres del alma o de la mente:
- Placeres del cuerpo: Estos placeres involucran sensaciones del cuerpo, como el acto de comer una comida deliciosa o de estar en un estado de comodidad libre de dolor, y existen solo en el presente.[225] Uno solo puede experimentar los placeres del cuerpo en el momento, lo que significa que solo existen cuando una persona los está experimentando.[228]
- Placeres del alma: estos placeres involucran procesos y estados mentales; los sentimientos de alegría (khara), la falta de miedo y los recuerdos agradables son todos ejemplos de placeres de la mente.[225]

A diferencia de los cirenaicos, para quienes «los deleites del cuerpo son muy superiores a los del ánimo, y muy inferiores las aflicciones del cuerpo a las del ánimo», para los epicúreos consideran los placeres del alma mayores que los del cuerpo, no porque haya una superioridad moral, sino porque los primeros son perdurables. Existen en el presente, sino también en el pasado y el futuro, ya que el recuerdo de una experiencia placentera pasada o la expectativa de un futuro potencialmente placentero pueden ser experiencias placenteras, además de que los placeres del alma pueden eliminar o atenuar los dolores del cuerpo. A su vez, los dolores del alma son peores que los del cuerpo. No obstante, Epicuro no llega a evitar o erradicar los placeres del cuerpo como los estoicos, sino a encontrar el equilibrio entre ambos placeres.
Epicuro discernió además entre los placeres variables en movimiento o cinéticos (en kinései) y los placeres estables en reposo o catastemáticos (katastematikén):
- Placer cinético: El placer cinético describe los placeres físicos o mentales que implican acción o cambio.[234] Comer alimentos deliciosos, así como satisfacer los deseos y eliminar el dolor, que en sí mismo se considera un acto placentero, son todos ejemplos de placer cinético en el sentido físico.[233][235] Según Epicuro, los sentimientos de alegría serían un ejemplo de placer cinético mental.[236][233]
- Placer catastemático: describe el placer que uno siente en un estado sin dolor.[235] Al igual que los placeres cinéticos, los placeres catastemáticos también pueden ser físicos, como el estado de no tener sed, o mentales, como la liberación de un estado de miedo.[233][234] El placer catastemático corpóreo completo se llama aponía, y el placer catastemático mental completo se llama ataraxia.[233]

### Clasificación de deseos
Epicuro dice que “todo placer es un bien en la medida en que tiene por compañera a la naturaleza”. Agradeció a la naturaleza "por haber hecho las cosas necesarias fáciles de adquirir, y las que son difíciles de adquirir, innecesarias". Debido a ello, Epicuro distinguió tres tipos de deseos o apetitos: unos naturales (physikaì mónon), de los cuales pueden ser algunos necesarios (anankaîai) y otros innecesarios; y los vanos (kenaí, ni naturales ni necesarios).
- Naturales: estos deseos son limitados y están presentes de forma innata en todos los seres humanos; es parte de la naturaleza humana tenerlos.[237]
  - Necesarios: son “aquellos que, si no son satisfechos, no rematan en el dolor" y son fáciles de disipar.[244] Son necesarios por al menos una tres razones: necesarios para la felicidad, necesarios para estar libre de malestar corporal y necesarios para la vida.[237] La ropa pertenecería a las dos primeras categorías, mientras que algo como la comida pertenecería a la tercera.[237]
  - No necesarios: son “aquellos que solo varían el placer, sin suprimir el dolor", como el deseo sexual y el deseo de belleza.[244] Estos deseos son innatos a los seres humanos, pero no necesitan ser satisfechos para su felicidad o su supervivencia.[246] Querer comer comida deliciosa cuando uno tiene hambre es un ejemplo de un deseo natural pero no necesario.[246] El principal problema con estos deseos es que no logran aumentar sustancialmente la felicidad de una persona y, al mismo tiempo, requieren un esfuerzo para obtenerlos y son deseados por las personas debido a falsas creencias de que son realmente necesarios.[246] Es por esta razón que deben evitarse.[246]
- Vanos: estos deseos no son innatos a los seres humanos ni son necesarios para la felicidad o la salud; de hecho, también son ilimitados y nunca podrán cumplirse.[247] Los deseos de riqueza o fama caerían dentro de esta categoría, y tales deseos deben evitarse porque en última instancia solo provocarán incomodidad.[247]

Los placeres vanos no son buenos, porque a la larga acarrearán dolor y no solo son más difíciles de conseguir, sino además más fáciles de perder. Si uno sigue solo los deseos naturales y necesarios, entonces, según Epicuro, podría alcanzar la aponía y la ataraxia y, por lo tanto, la forma más elevada de felicidad. Concluye como placeres fundamentales la ausencia de perturbación en el alma (ataraxía) y la ausencia de dolor físico (aponía), pues estos son placeres estables; en cambio, "la alegría (khára) y la fruición (euphrosíne) se miran conforme al movimiento en su actividad (katà kínesin energeía)". Por ello, Epicuro recomendó una vida austera (pues «nada es suficiente para quien lo suficiente es poco» siendo «cosa de mucha honra la pobreza alegre») y privada, rodeada de amistades y de placeres moderados con el mínimo de dolores posibles y tranquilidad en el alma, brinda la felicidad.

«Amar el dinero infringiendo la justicia es impío, y sin infringirla, vergonzoso (aiskhrón), pues es indecoroso (aprepés) ahorrar con avaricia inmunda, aun si es con justicia.»
Epicuro, Sentencias Vaticanas, XLIII 

### Virtudes morales
Epicuro también habló de la importancia de poseer una virtud para elegir y la estima en cuanto a los placeres que puede producir, pues es preferible "ser desafortunado razonando bien que afortunado razonando mal". Todas las virtudes (la sencillez, la moderación, la templanza, la alegría, etc.) tienden al placer.

«La belleza y la virtud y cosas semejantes deben ser honradas, si dan placer; pero si no dan placer, debemos despedirnos de ellos.»
Epicuro. Sobre el fin de la vida

El principio de todo esto y el mayor bien es la prudencia. Por eso, más preciada incluso que la filosofía resulta ser la prudencia, de la cual nacen todas las demás virtudes, pues ella nos enseña que no es posible vivir placenteramente sin [vivir] juiciosa, honesta y justamente, sin [vivir] placenteramente. En efecto, las virtudes son connaturales con el vivir placentero y el vivir placentero es inseparable de ellas.
Epicuro, Carta a Meneceo (132)

### Amor y amistad
Epicuro tenía una opinión dudosa sobre el placer sexual y el matrimonio, se disputa si lo rechazaba o lo aceptaba en ciertos casos. Se cree que la opinión acerca del matrimonio en Epicuro es positiva y consideró las relaciones sexuales como naturales pero innecesarias. Sobre ellas dicen los epicúreos, según Diógenes Laercio, «jamás son beneficiosas, hay que estar contento si no dañan». Es opinión de los epicúreos que el sabio (sophos) no debe amar, ni que haya dioses que influyan en el amor.

He sabido de ti que la agitación de la carne, muy impetuosa, te incita a los encuentros amorosos. Pero tú, siempre que no infrinjas las leyes, ni alteres las costumbres correctamente establecidas, ni perjudiques a ninguno de los que están cerca de ti, ni consumas tu cuerpo, ni dilapides lo que necesitas, entrégate como te plazca a tus inclinaciones. Sin embargo, es imposible no ser afligido al menos por una de estas cosas; en efecto, los placeres del amor nunca son beneficiosos, hay que estar satisfechos si no nos perjudican.
Epicuro, Sentencias Vaticanas, 51

Lucrecio tenía una visión hostil acerca del amor romántico  como «una enfermedad muy peligrosa, sobre todo, para el equilibrio mental del ser humano». Recomendó huir de esas imágenes idealizadas del amor, que provocan efectos negativos al ser humano.

Las dulzuras de Venus no renuncia aquél que huye de amor: por el contrario, coge sus frutos solo sin disgusto. Gozan siempre las almas racionales de un deleite purísimo y seguro, mejor que los amantes desgraciados, que al mismo tiempo de gozar fluctúan sobre el hechizo de su amor incierto [...] pero Venus mitiga los dolores gozando del amor suavemente, y con blando placer las llagas cura. Pues los amantes tienen esperanza de que aquel mismo cuerpo que ha inflamado su pecho en amor ciego, puede él mismo apagar el incendio que ha movido; pero se opone la naturaleza: Y es la única pasión de cuyos goces con bárbaro apetito se arde el pecho; pues el hambre y la sed se satisfacen fácilmente por dentro repartidos bebidas y alimentos en los miembros, y se pueden pegar a ciertas partes.
Nec Veneris fructu caret is qui vitat amorem, sed potius quae sunt sine poena commoda sumit; nam certe purast sanis magis inde voluptas quam miseris; etenim potiundi tempore in ipso fluctuat incertis erroribus ardor amantum nec constat quid primum oculis manibusque fruantur [...] sed leviter poenas frangit Venus inter amorem blandaque refrenat morsus admixta voluptas. namque in eo spes est, unde est ardoris origo, restingui quoque posse ab eodem corpore flammam. quod fieri contra totum natura repugnat; unaque res haec est, cuius quam plurima habemus, tam magis ardescit dira cuppedine pectus. nam cibus atque umor membris adsumitur intus; quae quoniam certas possunt obsidere partis, hoc facile expletur laticum frugumque cupido.
Lucrecio, De rerum natura. IV. 1455-1485

De cuantas cosas adquiere la sabiduría para la felicidad de toda la vida, la mayor es la posesión de la amistad. Aun en medio de la cortedad de bienes, se ha de tener por cierto que la amistad da seguridad.
Máximas capitales, XXIX

Si con razón reprueba en aquella carta Epicuro a quienes dicen que los sabios se bastan a sí mismos y por ende no necesitan de amigos [...] El sabio, si bien se basta a sí mismo quiere no obstante tener amigos [...] con la finalidad que decía Epicuro en esa misma carta para tener quien se siente a nuestro lado si uno se enferma, para que nos socorra si arrojados a los hierros o en la indigencia [...]
Séneca, Cartas a Lucilio, IX, 1-18.

Pues, ciertamente no pasará la vida solo; pues el convivir es placentero y necesario. Si estas cosas, entonces, son bellas, placenteras y necesarias, pero no se admite que existan sin la amistad, tendrá necesidad el autárquico de amistad.
Magna moralia, II.15

Toda amistad debe ser buscada por si misma, tiene sin embargo su origen en la utilidad.
Epicuro, Sentencias Vaticanas, 23

### ElTetrafármaco
El Tetrafármaco, o "La cura en cuatro partes", es un papiro de Herculano (1005, 4.9–14) de una guía básica del epicúreo Filodemo de Gadara sobre cómo vivir la vida más feliz posible, sobre la base de las primeras cuatro Doctrinas Principales de Epicuro. Esta doctrina poética fue transmitida por un epicúreo anónimo que resumió la filosofía de Epicuro sobre la felicidad en cuatro líneas simples:

Traducción al español:
No temas a los dioses,
No te preocupes por la muerte;
Lo que es bueno es fácil de conseguir,
Lo que es terrible es fácil de soportar.
Transcripción del papiro:
Ἄφοβον ὁ θεός,
ἀνύποπτον ὁ ανατος,
καὶ τἀγαθὸν μὲν εὔκτητον,
τὸ δὲ δεινὸν εὐκαρτέρητον

I - El ser feliz e inmortal no tiene preocupaciones ni las causa a los demas ; asi que no esta sujeto ni a la ira ni a la benevolencia; pues todo 10 de este orden esta en el ser debil.
II - La muerte no nos importa nada, porque lo disuelto no tiene sentidos y lo insensible no tiene nada que ver con nosotros.
III - El limite de la magnitud de los placeres es la suhstraccion de todo el dolor. Y dondequiera que este el placer y durante todo el tiempo que este, no hay dolor fisico ni tristeza ni ambos en conjunto.
IV - No dura sin interrupcion el dolor en el cuerpo, sino eL dolor agudo queda durante el minimo tiempo y el que apenas supera el placer en la carne no dura much os dias; las enfermedades largas tienen en el cuerpo mayor placer que dolor.
Máximas capitales, I-IV 

#### Miedo a los dioses
En la religión helenística existía una gran preocupación por lo que los dioses pudieran pensar por las acciones que cada uno llevaba a cabo cada día. Ello, unido al miedo a su fuerte temperamento, hacía que muchos vivieran con un miedo continuo a las posibles acciones de sus dioses. Filósofos como Cicerón consideran esto fuera de lugar. En particular Epicuro defendía la visión de que los dioses eran seres hipotéticos que representaban en un estado perpetuo de dicha, entidades indestructibles que son completamente invulnerables. En su Carta a Meneceo, Epicuro explica que la gente busca riqueza y poder debido a estos temores, creyendo que tener más dinero, prestigio o influencia política los salvará de la muerte. Sin embargo, sostiene que la muerte es el fin de la existencia, que las aterradoras historias de castigo en el más allá son supersticiones ridículas y que, por lo tanto, la muerte no es nada que temer.

#### Miedo a la muerte
La muerte, dice Epicuro, no hay nada después de ella y que es la mayor ansiedad de todas, en duración e intensidad. Esta ansiedad por la muerte impide la calidad y la felicidad de la vida de uno por la teoría de la vida después de la muerte: preocuparse por si los hechos y las acciones de la vida se interpretarán bien en la región de los dioses, la pregunta de si uno será asignado a una eternidad del dolor o a una eternidad de placer.
Los epicúreos no creían en un más allá después de la muerte. En cuanto al temor a la muerte, lo consideraban un sin sentido, puesto que al morir los átomos del alma se separan y como “todo bien y todo mal está en la sensación" y "la muerte es privación de sensación”, entonces "la muerte no es nada en relación a nosotros", pues mientras nosotros vivimos ella no ha llegado y cuando llegó ya no estamos. Como los átomos que forman el cuerpo no se desintegran, puesto que son eternos, por ello la muerte no es una preocupación para los epicúreos. Luego, temer a la muerte en vida es absurdo porque "aquello cuya presencia no nos atribula, al esperarlo nos hace sufrir en vano". Sexto Empírico recalcó este punto:

“La muerte no es nada para nosotros' fue probablemente dicho por Sofrón, pero Epicuro lo demostró; y no se trata de reclamar una cosa, sino de probar lo que es una maravilla. Y, en realidad, Epicuro no dijo que 'la muerte no es nada para nosotros' porque no hay diferencia entre vivir o no vivir; la vida es preferible con mucho porque lo bueno pertenece al mundo de la percepción. Pero donde no hay percepción, no hay bien ni mal. El hecho de que los cadáveres no sientan es algo que el poeta conoce junto con el resto de la creación”.
τό τε τὸν θάνατον [μὲν] μηδὲν εἶναι πρὸς ἡμᾶς εἴρηται μὲν ἴσως τῷ Σώφρονι, ἀποδέδεικται δὲ ᾿Επικοικται λὲ ᾿Επικούται λ ᾿Επικούται λ ᾿Επικούται λ πικούται λ πικούται λ πικούτν εἶτα οὐδὲ κατὰ τοῦτο ἔφησεν ὁ Επίκουρος τὸν θάνατον μηδὲν εἶναι πρὸς ἡμᾶς, καθὸ ἀδιάφορόν ἐστιν ἢ ζῆν ἢ μή • πολλῷ γὰρ αἱρετώτερον τὸ ζῆν διὰ τὸ αἰσθανομένων εἶναι τὸ ἀγαθόν • ἀλλ' ἐν ἀναισθησίᾳ οὔτε κακόν τι εἶναι οὔτε ἀγαθόν. τὸ μὲν γὰρ ἀναισθητεῖν τὰ νεκρὰ τῶν σωμάτων οὐχ ὁ ποιητὴς μόνος οἶδεν ἀλλὰ καὶ ὁ σύμπας βίος.
Sexto Empírico, Contra los profesores, I. 284-285.

Hemos nacido una vez y no puede haber un segundo nacimiento. Por toda la eternidad nunca mas seremos. Pero tu, aunque no eres señor del mañana, pospones tu felicidad. Desperdiciamos nuestras vidas retrasando las cosas, y cada uno de nosotros muere sin haber realmente vivido.

Si el alma es de inmortal naturaleza, Si al nacer en el cuerpo se insinúa, ¿Cómo es que no podemos acordarnos de la vida pasada, ni tenemos de los antiguos hechos resto alguno? Si el alma padeció tan gran mudanza que se olvidó de los pasados hechos, yo creo que este estado se parece a la muerte; confiesa, pues, que el alma de otro tiempo murió, y la del presente ha llegado a formarse nuevamente.
[...]
Mira también los siglos infinitos que han precedido a nuestro nacimiento y nada son para la vida nuestra. Naturaleza en ellos nos ofrece	como un espejo del futuro tiempo. Por último, después de nuestra muerte, ¿hay algo aquí de horrible y enfadoso? ¿No es más seguro que un profundo sueño?
Praeterea si inmortalis natura animai constat et in corpus nascentibus insinuatur, cur super ante actam aetatem meminisse nequimus [interisse et quae nunc est nunc esse creatam] nec vestigia gestarum rerum ulla tenemus? nam si tanto operest animi mutata potestas, omnis ut actarum exciderit retinentia rerum, non, ut opinor, id ab leto iam longius errat; qua propter fateare necessest quae fuit ante interiisse, et quae nunc est nunc esse creatam.
[...]
Respice item quam nil ad nos ante acta vetustas temporis aeterni fuerit, quam nascimur ante. hoc igitur speculum nobis natura futuri temporis exponit post mortem denique nostram. numquid ibi horribile apparet, num triste videtur quicquam, non omni somno securius exstat?
Lucrecio, De rerum natura. III. 625-679 / 973-978

Es mucho más fácil y seguro para cada uno confiar en sí mismo, y para nosotros, derivar nuestra idea de tranquilidad futura de nuestra experiencia de ella con anterioridad a nuestro nacimiento.
At quanto facilius certiusque sibi quemque credere, specimen securitatis antegenitali sumere experimento!
Plinio el Viejo, Historia Natural, 7. 55.

Filodemo de Gadara en Sobre la muerte criticó temores no legítimos relacionados con la muerte, como morir sin hijos o sin gloria, pues son irrelevantes cuando una ya no exista. Sin embargo, reconoce situaciones que exhorta a evitar al morir, como dejar a seres queridos en una posición vulnerable o morir joven sin saber de filosofía. David Hume defendió la mortalidad del alma y también usó un argumento de simetría aun suponiendo la inmortalidad del alma:

“... lo incorruptible también debe ser ingenerable. El alma, por tanto, si era inmortal, existía antes de nuestro nacimiento: y si la primera existencia no nos concierne, tampoco la segunda."
“...what is incorruptible must also be ingenerable. The soul, therefore, if immortal, existed before our birth: And if the former existence nowise concerned us, neither will the latter.”

#### Miedo al dolor
Carece también de sentido temer al futuro, puesto que: «ni completamente no nuestro, a fin de que no lo esperemos con total certeza como si tuviera que ser, ni desesperemos de él como si no tuviera que ser en absoluto». En cuanto al padecimiento del dolor o el miedo de sufrirlo, la filosofía epicúrea sostiene como se mostró anteriormente que los placeres naturales nos alejan del dolor y son fáciles de obtener. Finalmente, lo que causa dolor se puede alejar enfocándose en el placer.

No se demora continuamente el dolor en la carne, sino que el más agudo perdura el mínimo tiempo, y el que solo aventaja apenas lo placentero de la carne no persiste muchos días. Y las enfermedades muy duraderas ofrecen a la carne una mayor cantidad de placer que de dolor.
Οὐ χρονίζει τὸ ἀλγοῦν συνεχῶς ἐν τῇ σαρκί, ἀλλὰ τὸ μὲν ἄκρον τὸν ἐλάχιστον χρόνον πάρεστι, τὸ δὲ μόνον ὑπερτεῖνον τὸ ἡδόμενον κατὰ σάρκα οὐ πολλὰς ἡμέρας συμμένει. αἱ δὲ πολυχρόνιοι τῶν ἀρρωστιῶν πλεονάζον ἔχουσι τὸ ἡδόμενον ἐν τῇ σαρκὶ ἤπερ τὸ ἀλγοῦν.
Máximas capitales, IV

Aun si el dolor es excesivo, entonces llevará a la muerte, pero, como se estableció anteriormente, no es algo que temer y, como explicó Filodemo, los átomos se desprenden sin dolor a través del cuerpo al morir. Es cierto para Epicuro que hay veces en las que es necesario sufrir un dolor para recibir un placer futuro, pero sería de necios ver la vida solo como un filón de dolores. Frente a posiciones pesimistas o antinatalistas, Epicuro recalcó que es mejor seguir vivo, pues el sabio no teme el no vivir y es de necios decir que «bueno es no haber nacido, o, habiendo nacido, franquear cuanto antes las puertas del Hades» porque si fuera así, se pregunta Epicuro: «Pues si está convencido de lo que dice, ¿cómo es que no abandona la vida?».

Desaprueba Epicuro tanto a los que desean la muerte como a los que la temen, y dice: «Es ridículo correr hacia la muerte por tedio de la vida, cuando es la manera de vivir la que hace correr hacia la muerte». Así mismo dice —Epicuro— en otro lugar «¿Qué ridículo es desear la muerte cuando el miedo a la muerte te ha hecho la vida angustiosa?»
Séneca, Cartas a Lucilio, XXIV.

Respecto al suicidio, Epicuro sigue una posición similar a la estoica. Dice que «no hay ninguna necesidad de vivir en la necesidad» pero esta posibilidad no es deseable, pues el sabio, aun en las condiciones más adversas puede afirmar el placer de toda la vida. Epicuro siguió estos principios hasta el final de su vida. Diógenes Laercio recoge una carta que Epicuro escribió en su lecho de muerte a Idomeo que dice: «Hallándonos en el feliz y último día de vida, y aun ya muriendo, os escribimos así: tanto es el dolor que nos causan la estranguria y la disentería, que parece no puede ser ya mayor su vehemencia. No obstante, se compensa de algún modo con la recordación de nuestros inventos y raciocinios».

Absolutamente pequeño aquél para quien son muchos los motivos razonables para abandonar la vida.
Μικρὸς παντάπασιν ᾧ πολλαὶ αἰτίαι εὔλογοι εἰς ἐξαγωγὴν βίου.
Epicuro, Sentencias Vaticanas, XXXVIII

## Política
La visión epicúrea de la política es producto de la eclosión del helenismo, el cual "trajo consigo una nueva sensación de convivir en un espacio ilimitado, donde las relaciones eran mucho más laxas que en el marco concreto de la ciudad nativa" pero "el sentimiento ciudadano de pertenecer a una comunidad autosuficiente y libre” desapareció. El epicureísmo surge durante la transición del siglo IV al siglo III a. C., tras la decadencia de las polis griegas y las guerras entre los reyes helénicos por suceder a Alejandro Magno. Luego, “el Sabio no puede contar ya con la seguridad que en el pasado le otorgara la polis”. En medio del caos político y religioso, la filosofía helenística cambia de rumbo político a la felicidad individual tomando como referencia las leyes de la Naturaleza, del Cosmos subordinadas a los fines prácticos de la existencia. El sabio no es solo el que sabe sino «el que sabe vivir». La política Epicuro explica cómo el sabio puede separarse del polis creando buenas relaciones políticas con el Estado para que lo deje en paz.

### Contracultura epicúrea
Las enseñanzas epicúreas rebasaron el ámbito de la educación en el mundo griego o paideía, al centrarse en un programa de formación para la realización espiritual que para el triunfo en la vida pública. No se centraron en los estudios típicos de la época de las clases altas como retórica, lógica y poesía. Las convicciones antidialécticas de Epicuro también eran antielitistas.
Para los epicúreos, todas nuestras relaciones sociales son una cuestión de cómo nos percibimos mutuamente, de las costumbres y tradiciones. Nadie es inherentemente de mayor valor o está destinado a dominar a otro. Esto se debe a que no hay una base metafísica para la superioridad de un tipo de persona, todas las personas están hechas del mismo material atómico y, por lo tanto, son naturalmente iguales. Incluso los esclavos que estaban al servicio de las enseñanzas en la escuela. Aun así, Filodemo de Gadara consideró que es aceptable poseer esclavos ya que es miserable cultivar la tierra uno mismo.
  

En la escuela epicúrea, "los lazos de unión de la comunidad debían anteponerse a cualquier otra virtud política o social". Los epicúreos eran bastante cosmopolitas según los estándares atenienses. No hicieron distinciones de nacionalidad. Diógenes de Enoanda este sentimiento diciendo: "todo estará lleno de justicia y amistad mutua, y no habrá necesidad de murallas ni leyes".

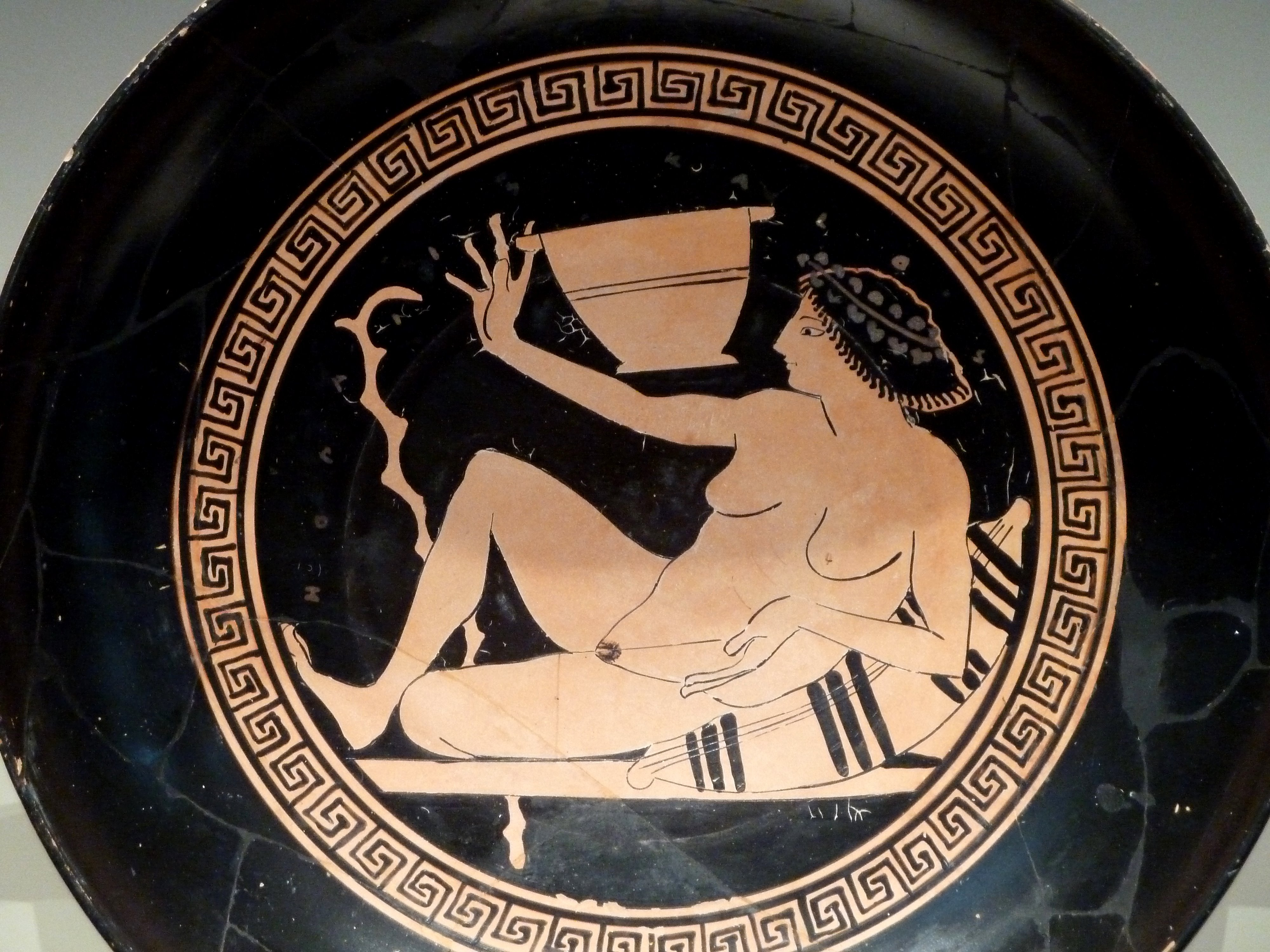
Pintura de una hetera en una cílica. La escuela epicúrea aceptó su entrada, donde gozaban del mismo estatus dentro.

Las mujeres gozaban de estatus en la escuela, tanto esposas legítimas, como Temista; al igual que prostitutas (heteras) como Leontion, quienes tradicionalmente eran frecuentemente maltratadas. El comediógrafo Menandro, amigo de Epicuro, representó en su obra la Rapada la forma en que se maltrataban a las heteras.
La convivencia entre iguales formaría lazos de amistad que se anteponen a cualquier virtud política o social. La comunidad de amigos debían ejercer la parresía, un ideal de libertad de expresión, recto razonamiento y diálogo franco junto con una crítica sensata entre profesores y alumnos, excluyendo la falsedad, el silencio o simples halagos.

«No necesitamos tanto la ayuda de nuestros amigos como la confianza de su ayuda en la necesidad.»
Epicuro, Sentencias Vaticanas, 25.

### Apoliticismo

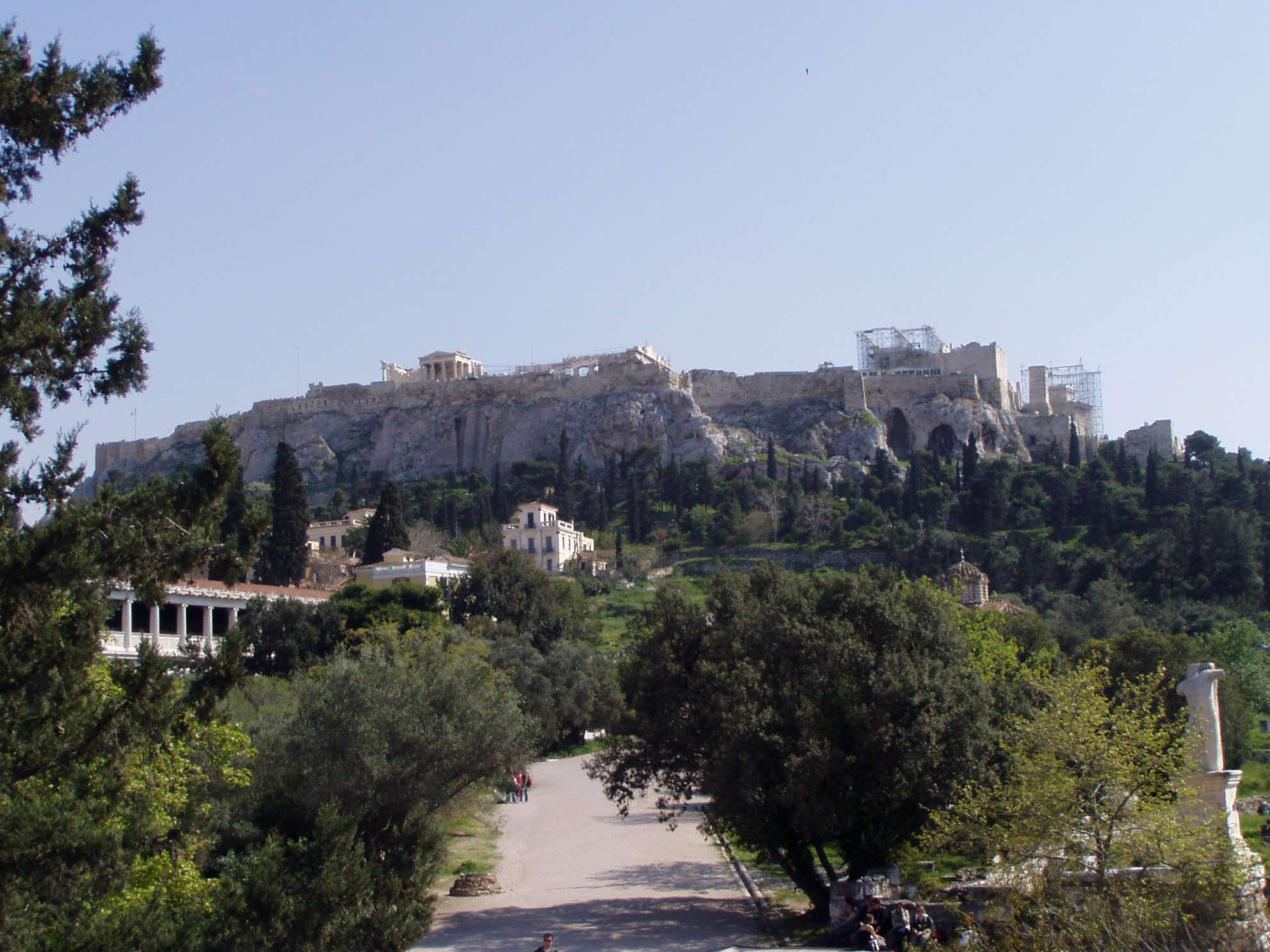
Vista del ágora de Atenas, lugar donde los atenienses se reunían para discutir las leyes. Los epicúreos aconsejaron abstenerse de la participación política.

En contraste con las tradiciones filosóficas estoicas, platónicas y aristotélicas, los epicúreos mostraron poco interés en participar en la política de la época, ya que hacerlo genera problemas. En su lugar, abogaron por el abandono de la polis por una comunidad de amigos. Epicuro sostuvo que así la política y la filosofía son irreconciliables, y que el filósofo debe rechazar lo político en favor de la vida contemplativa. También desalienta la participación política, ya que hacerlo conduce a la perturbación y la búsqueda de estatus. Este principio se resume en la frase láthê biōsas (λάθε βιώσας), que significa "vive en la oscuridad", "vive la vida sin llamar la atención", es decir, vive sin perseguir la gloria o la riqueza o el poder, pero anónimamente, disfruta de pequeñas cosas como la compañía de amigos. Plutarco elaboró sobre este tema en su ensayo Ei kalôs eírêtai tò láthê biôsas (en latín: An rectum dictum sit latenter esse vivendum) en su obra Moralia; (cf. Flavio Filóstrato,Vita Apollonii XIII. 28.12).

«Nos debemos liberar de nosotros mismos de la prisión de los asuntos habituales y políticos.»
Epicuro, Sentencias Vaticanas, 58

Sin embargo, los epicúreos no son estrictamente apolíticos como los cínicos. Los epicúreos reconocieron que alguna asociación política pueda ser vista como beneficiosa, por ejemplo, en el mantenimiento de la seguridad y la adquisición de riqueza. Epicuro reconoce los beneficios de vivir en una sociedad, cuyas leyes, si son justas, son útiles para promover la felicidad (Máximas capitales, XXXIII - XL). 

«Cuando ya se ha conseguido hasta cierto punto la seguridad frente a la gente mediante una sólida posición y abundancia de recursos, aparece la más nítida y pura, la seguridad que procede de la tranquilidad y del apartamiento de la muchedumbre.»
Máximas capitales, XIV

Si bien esta evasión o libertad podría lograrse por medios políticos, Epicuro insistió en que la participación en la política no lo liberaría del miedo y él aconsejó no llevar una vida política. Séneca resume la posición epicúrea así: "Un hombre sabio no se acercará a los asuntos públicos a menos que algo intervenga" (Non accedet ad rem publicam sapiens, nisi si quid intervenerit). Epicuro también matiza en el libro II De las Vidas que el sabio "ni procurará la tiranía; ni vivirá como cínico, como lo dice ".
El epicureísmo hace consciente la preferencia de las personas por la solidaridad y salvación personal en lugar de vagas utopías políticas. En cambio, Epicuro alentó la formación de una comunidad de amigos fuera del estado político tradicional. En las primeras generaciones de epicúreos había un ideal de una "vida compartida" (contubernium) como "muchos miembros de un cuerpo". Esta comunidad de amigos virtuosos se enfocaría en asuntos internos y justicia. Algunas asociaciones políticas podrían conducir a ciertos beneficios para el individuo que ayudarían a maximizar el placer y evitar la angustia física o mental. En lo que respecta a la organización epicúrea, Georg Lukács hace su valor para ver cómo un grupo media la teoría y la práctica.
Benjamin Farrington vio a Epicuro aparece como un reformador radical de la sociedad griega hacia su ideal de "amistad y no justicia, libertad y no autoridad, individualidad y no universalidad, experiencia sensorial y no axiomas a priori". Según Emilio Lledó, Epicuro entendía la política como expansión de la felicidad, justicia, sabiduría, belleza, etc. En el Manifiesto hedonista, Michel Onfray caracteriza la política epicúrea por un estilo de vida de activismo y poder sobre nuestro mundo. Sostiene que esto no es menos político que otras formas de activismo que se relacionan directamente con el Estado. El pensamiento epicúreo influyó en el pensamiento de políticos como Thomas Jefferson, Frances Wright y Karl Marx.

### Origen de la civilización

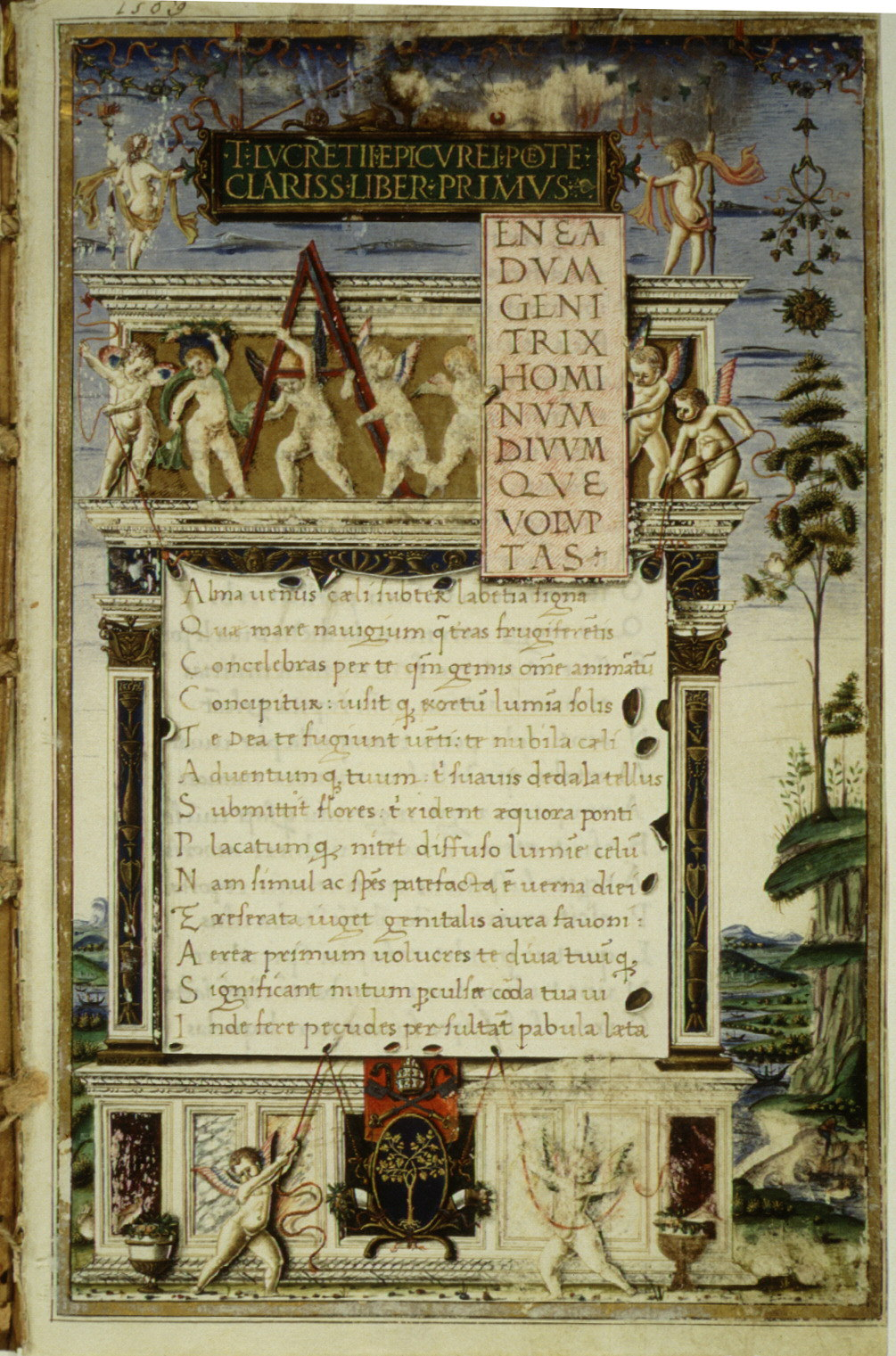
Manuscrito de De rerum natura de Lucrecio (1483).

Lucrecio siguió a Empédocles en De rerum natura, donde propuso un mecanismo evolutivo predarwiniano sin ninguna intervención sobrenatural. Toda la historia de la civilización, según Lucrecio, puede leerse como el vano intento manejar nuestros deseos para poder disfrutarlos mejor porque con cada avance se reemplazarla un dolor por otro. Lucrecio describe que al principio los seres humanos eran solitarios y no podían comunicarse. Con el descubrimiento del fuego y el surgimiento de la familia tendieron a unirse para defenderse de los peligros naturales y desarrollaron técnicas como la agricultura y el lenguaje. Debido a ello, se crearon naciones con el propósito de mejorar la claridad de vida y comunicación.

### Justicia
La reflexión acerca de la fundamentación racional de la justicia es una constante en la antigua filosofía griega. Platón, Aristóteles y Zenón de Citio creían en la existencia de una idea universal de justicia (sabiduría, prudencia, ley natural). Epicuro negó estos principios y promovió una teoría de la justicia como contrato social que, por tanto, ni podía considerarse universal ni virtuosa. El epicureísmo incorporó una descripción relativamente completa de la teoría del contrato social y, en parte, intenta abordar problemas con la sociedad descrita en la República de Platón.  La teoría del contrato social establecida por el epicureísmo se basa en el acuerdo mutuo, no en el decreto divino.

«La justicia no era desde un comienzo algo por sí mismo, sino un cierto pacto sobre el no hacer ni sufrir daño surgido en las relaciones de unos y otros en lugares y ocasiones determinados.»
Máximas capitales, XXXIII

«La injusticia no es en sí misma un mal, sino por el temor ante la sospecha de que no pasará inadvertida a los establecidos como castigadores de tales actos.»
Máximas capitales, XXXIV

Epicuro también se preguntó si el Sabio (sophos) haría cosas prohibidas por las leyes sabiendo que no será descubierto como en el mito de Giges. Pero el Sabio valora la prudencia y ve la utilidad de la justicia. Debido a sus limitados deseos, no tiene necesidad de incurrir en la conducta prohibida por las leyes en ningún caso. El mayor fruto de la justicia es la tranquilidad y un hombre que causa miedo no puede estar tranquilo. En consecuencia, la actitud epicúrea hacia el prójimo sigue un principio solidario. Epicuro dio su propia versión única de la ética de la reciprocidad, que se diferencia de otras formulaciones al enfatizar la minimización del daño y la maximización de la felicidad para uno mismo y los demás: «Es no solo más bello, sino también más placentero, hacer el bien que recibirlo».

No puede haber vida dulce si no es también prudente, honesta y justa; ni se puede vivir con prudencia, honestidad y justicia, sin que también se viva dulcemente. Aquel, pues, que no vive con prudencia, honestidad y justicia, tampoco podrá vivir con dulzura.
Máximas capitales, V

## Religión

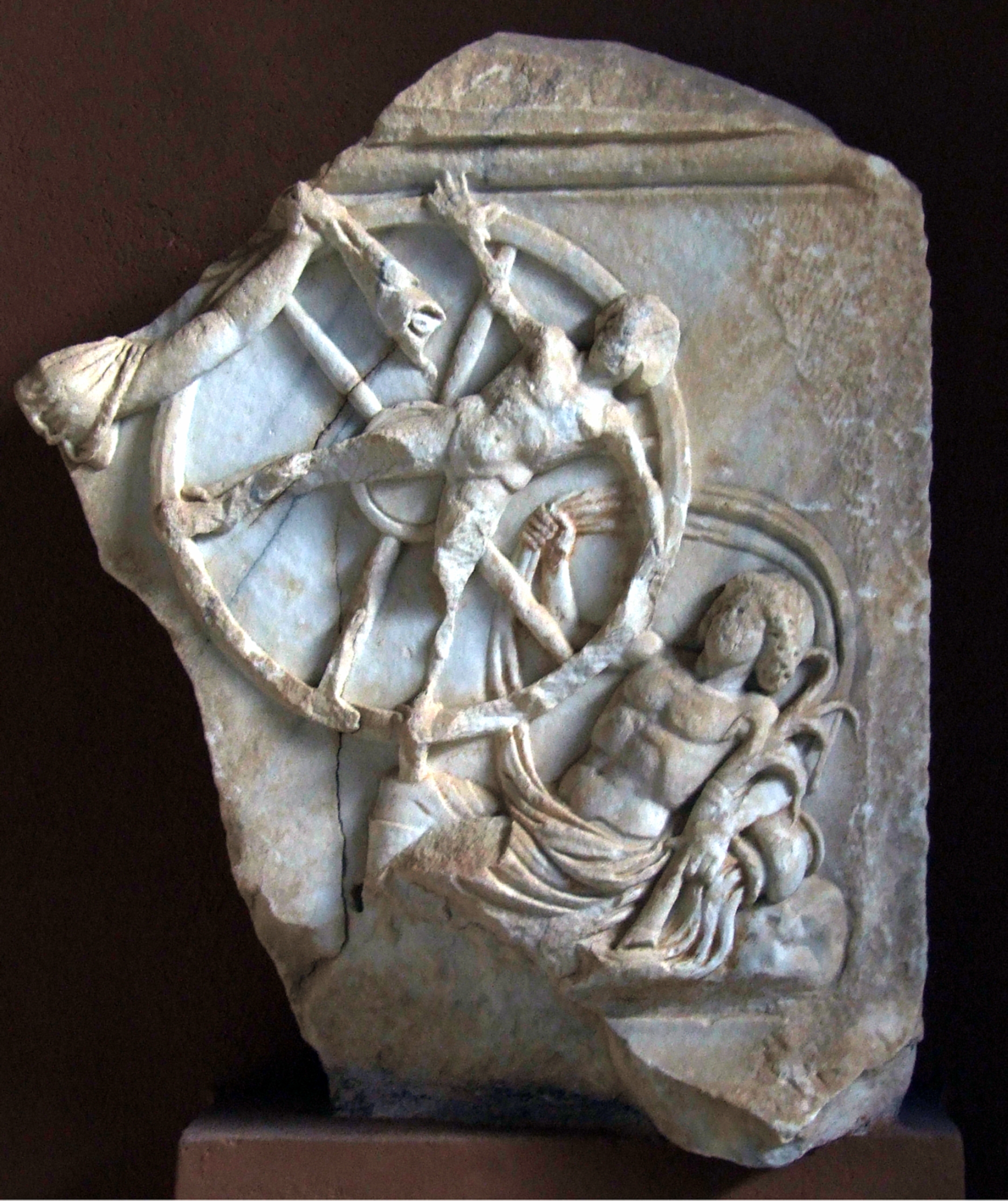
Relieve de mármol del o que muestra al mítico transgresor Ixión siendo torturado en una rueda ardiente con serpientes que daba vueltas sin cesar en el Tártaro. Epicuro enseñó que las historias de tales castigos en la otra vida son supersticiones ridículas y que creer en ellas evita que las personas adquieran ataraxia.

El epicureísmo no niega la existencia de los dioses; más bien niega su participación en el mundo. Según el epicureísmo, los dioses no interfieren en la vida humana ni en el resto del universo de ninguna manera, por lo que rechaza la idea de que los fenómenos meteorológicos aterradores sean un castigo divino. Uno de los miedos de los que el epicúreo debería liberarse es el miedo relacionado con las acciones de los dioses.

### Teología epicúrea
En mitología griega existen múltiples mitos e historias de los dioses olímpicos castigando físicamente a otros dioses, titanes (ver: Prometeo y Atlas) y a humanos, tanto en vida como tras la muerte (ver: Tántalo, Sisifo y Ixión). Además, también sus castigos se manifestaban con fenómenos naturales. Por ejemplo, Poseidón inundó Atenas tras perder contra Atenea el patronazgo de la ciudad y Zeus destruyó y hundió la nave de Odiseo con un rayo, matando a toda su tripulación. Platón expresó en el Mito de Er su visión del inframundo, donde las almas eran castigadas o premiadas por sus acciones en vida.
Como Jenófanes, Epicuro rechazó la visión griega convencional de los dioses como seres antropomórficos que caminaban por la tierra como gente común, engendraban descendientes ilegítimos con mortales y perseguían disputas personales. En cambio, enseñó que los dioses son moralmente perfectos, pero seres separados e inmóviles que viven en las regiones remotas del espacio interestelar (metakosmia), y no se preocupan en absoluto por el destino de los hombres ni se inmiscuían en el gobierno del universo; el sabio, por ende, debía honrarlos.

Pues, ciertamente, los dioses existen: en efecto, el conocimiento acerca de ellos es evidente. Pero no son como los estima el vulgo; porque este no preserva tal cual lo que de ellos sabe. Y no es impío el que rechaza los dioses del vulgo, sino el que imputa a los dioses las opiniones del vulgo. Pues las afirmaciones del vulgo sobre los dioses no son prenociones, sino suposiciones falsas.
Epicuro, Carta a Meneceo (123-124)

De acuerdo con estas enseñanzas, Epicuro rechazó rotundamente la idea de que las deidades estuvieran involucradas en los asuntos humanos de alguna manera. «¿Qué utilidad saca Dios del hombre —dice Epicuro— como para hacerlo para sí?». Similar al motor inmóvil aristotélico que es un  pensamiento autocontemplativo (noeseos noesi), Epicuro sostuvo que los dioses son tan absolutamente perfectos y están tan alejados del mundo que son incapaces de escuchar oraciones o súplicas, o de hacer prácticamente cualquier cosa además de contemplar sus propias perfecciones. En su Carta a Heródoto, él niega específicamente que los dioses tengan algún control sobre los fenómenos naturales, argumentando que esto contradiría su naturaleza fundamental, que es perfecta, porque cualquier tipo de participación mundana empañaría su perfección. Advirtió además que creer que los dioses controlan los fenómenos naturales solo engañaría a las personas haciéndoles creer la visión supersticiosa de que los dioses castigan a los humanos por las malas acciones, lo que solo infunde miedo y evita que las personas adquieran ataraxia. Esta actitud crítica hacia la religión suscitó el odio a Epicuro ya en la antigüedad.

Si los dioses escucharan las oraciones de los hombres, todos los hombres habrían perecido rápidamente: porque siempre están orando por el mal unos contra otros.
Fragmentos

En su Carta a Meneceo, el primer consejo que el propio Epicuro da a su alumno es: «Primero, crea que un dios es un animal indestructible y bendito, de acuerdo con la concepción general de dios sostenido comúnmente, y no atribuya a dios nada ajeno a su indestructibilidad o repugnante a su bienaventuranza». Epicuro y sus seguidores sostuvieron que sabían que los dioses existen porque «nuestro conocimiento de ellos es una cuestión de percepción clara y distinta», lo que significa que las personas pueden sentir empíricamente sus presencias. No quiso decir que las personas pueden ver a los dioses como objetos físicos, sino que pueden ver visiones de los dioses enviadas desde las regiones remotas del espacio interestelar en el que realmente residen. Los dioses son proyecciones imaginativas (phantastikás) del pensamiento, que no podían ser comprobadas por las sensaciones (como los átomos). Decía Epicuro que la razón nos conduce a pensar que existe una naturaleza que es superior a la humana. Entendió que la felicidad suprema, que reside en Dios, no admite incremento; mientras que la humana recibe incremento y decremento de placeres. Con la comprensión epicúrea de los dioses, se dice en la Carta a Meneceo que con sus enseñanzas se vivirá «como un dios entre hombres». Según George K. Strodach, Epicuro podría fácilmente haber prescindido de los dioses por completo sin alterar en gran medida su cosmovisión materialista, pero los dioses siguen desempeñando una función importante en la teología de Epicuro como modelos de virtud moral que deben ser emulados y estimados.
Epicuro criticó la religión popular tanto en su Carta a Meneceo como en su Carta a Heródoto con un tono sobrio y moderado. Los epicúreos posteriores siguieron principalmente las mismas ideas que Epicuro, creyendo en la existencia de los dioses, pero rechazando enfáticamente la idea de la providencia divina. Sin embargo, sus críticas a la religión popular suelen ser menos amables que las del propio Epicuro. La Carta a Pítocles es más despectiva hacia la religión popular. El devoto seguidor de Epicuro, el poeta romano Lucrecio, atacó apasionadamente la religión popular en su poema filosófico De la naturaleza de las cosas. En este poema, Lucrecio declara que las prácticas religiosas populares no solo no inculcan la virtud, sino que más bien resultan en «fechorías tanto malvadas como impías», citando el mítico sacrificio de Ifigenia como ejemplo. Lucrecio sostiene que la creación y la providencia divinas son ilógicas, no porque los dioses no existan, sino porque estas nociones son incompatibles con los principios epicúreos de la indestructibilidad y la bienaventuranza de los dioses. El último filósofo pirronista Sexto Empírico rechazó las enseñanzas de los epicúreos específicamente porque los consideraba dogmaticistas teológicos.
La forma en que existen los dioses epicúreos todavía se discute. Algunos estudiosos dicen que el epicureísmo cree que los dioses existen fuera de la mente como objetos materiales (la posición realista), mientras que otros afirman que los dioses solo existen en nuestras mentes como ideales (la posición idealista). La posición realista sostiene que los epicúreos entienden que los dioses existen como seres físicos e inmortales hechos de átomos que residen en algún lugar de la realidad. Sin embargo, los dioses están completamente separados del resto de la realidad; no están interesados en el mundo, no juegan ningún papel en él y permanecen completamente imperturbables por él. En cambio, los dioses viven en lo que se llama metacosmia, o el espacio entre mundos. Por el contrario, la posición idealista sostiene que Epicuro en realidad no concibió a los dioses como existentes en la realidad. Más bien, se dice que Epicuro vio a los dioses simplemente como formas idealizadas de la mejor vida humana, y se piensa que los dioses fueron emblemáticos de la vida a la que se debe aspirar. El debate entre estas dos posiciones fue revivido por A. A. Long y David Sedley en su libro de 1987, The Hellenistic Philosophers, en el que ambos argumentaron a favor de la posición idealista. Si bien aún no se ha alcanzado un consenso académico, la posición realista sigue siendo el punto de vista predominante en este momento.

### Paradoja de Epicuro

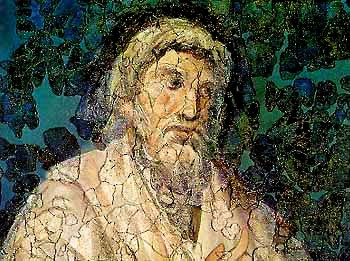
Lactancio atribuye a Epicuro ser el primer exponente del problema del mal en De Ira Dei. Posible retrato de Lactancio en un mural del

El epicureísmo también ofreció argumentos en contra de la existencia de los dioses en la forma propuesta por otros sistemas de creencias. Los epicúreos rechazaban la antropocéntrica teleología de los estoicos, así como la teodicea frente al mal que el universo aflige a la vida humana. Lucrecio explica por ejemplo que inferir la creación divina de órganos corporales mediante analogías de artefactos es inválido "pues no han sido formados nuestros miembros para servicio nuestro". Un vaso fue creado para facilitar el beber pero el ojo no fue creado para ver, porque antes de que hubiera ojos no existía la función de ver (ver: Argumento teleológico y Analogía del relojero). También dijo que «afirmar, por lo demás, que los dioses quisieron disponer esta extraordinaria naturaleza del mundo en favor de los hombres... es una locura. Efectivamente, ¿qué ventaja puede dar a los inmortales y bienaventurados nuestra gratitud, de forma que se decidan a hacer cualquier cosa en favor nuestro?». Finalmente Lucrecio criticó la divina providencia apelando a la gran cantidad de males naturales.

«La naturaleza de ninguna forma ha sido hecha por la divinidad mirando por el bien de los hombres: tan dotada está de culpa... ¿Cómo si no es que las estaciones nos traen las distintas enfermedades? ¿Cómo es que la muerte anda rondando las cunas de los niños?»
Lucrecio, De rerum natura (V.198 - V.221)

La llamada Paradoja de Epicuro, o Problema del mal, es un famoso argumento contra la existencia de un Dios o dioses todopoderosos y providenciales. Según como lo registró Lactancio en De Ira Dei:

Dios quiere eliminar las cosas malas y no puede, o puede pero no quiere, o no quiere ni puede, o ambos quiere y puede. Si él quiere y no puede, entonces es débil, y esto no se aplica a Dios. Si puede pero no quiere, entonces es rencoroso, lo que es igualmente extraño a la naturaleza de Dios. Si no quiere ni puede, es débil y rencoroso, y por lo tanto no es un dios. Si él quiere y puede, ¿cuál es la única cosa apropiada para un dios, de dónde vienen las cosas malas? ¿O por qué no los elimina?

Este tipo de argumento de trilema (Dios es omnipotente, Dios es bueno, pero el mal existe) fue uno de los favorecidos por los escépticos griegos antiguos , y este argumento puede haber sido atribuido erróneamente a Epicuro por Lactancio, quien, desde su perspectiva cristiana, consideraba a Epicuro como un ateo. Según Reinhold F. Glei, se establece que el argumento de la teodicea proviene de una fuente académica que no solo no es epicúrea, sino incluso antiepicúrea. La versión más antigua existente de este trilema aparece en los escritos del filósofo pirronista Sexto Empírico. 

Si [los dioses] dispusieran todas las cosas, no habría nada malo ni malo en el universo; pero [la gente] dice que todo está lleno de maldad. Por lo tanto, no se dirá que los dioses provean todo. Pero si proveen para algunas cosas, ¿por qué proveen para estas y no para aquellas? O ambos quieren y pueden proveer para todos, o quieren pero no pueden, o pueden pero no quieren, o no quieren ni pueden. Si ambos quisieran y pudieran, entonces lo harían proveer para todos; pero no proveen para todos, por la razón que acabo de dar; por lo tanto, no es el caso de que ambos quieran y puedan proveer para todos. Si quieren pero no pueden, son más débiles que la causa en virtud de la cual no pueden proveer para las cosas que no proveen; pero es contrario al concepto de dios que un dios sea más débil que cualquier otra cosa. Si pueden proveer para todos pero no quieren, se considerará que son malignos. Si no quieren ni pueden, son a la vez malignos y débiles, y solo los impíos dirían esto sobre los dioses. Los dioses, por lo tanto, no proveen las cosas del universo. Pero si no tienen providencia para nada y no tienen función ni efecto, no podremos decir cómo se aprehende que haya dioses, ya que no es aparente en sí mismo ni aprehendido por efecto alguno. Por eso también es inaprensible que existan dioses.

Ningún escrito existente de Epicuro contiene este argumento. Sin embargo, la gran mayoría de los escritos de Epicuro se han perdido y es posible que alguna forma de este argumento se haya encontrado en su tratado perdido Sobre los dioses, que Diógenes Laercio describe como una de sus mayores obras. Si Epicuro realmente hizo alguna forma de este argumento, no habría sido un argumento en contra de la existencia de deidades, sino más bien un argumento en contra de la providencia divina. Los escritos existentes de Epicuro demuestran que sí creía en la existencia de deidades. Además, la religión era una parte tan integral de la vida diaria en Grecia durante el período helenístico temprano que es dudoso que alguien durante ese período pudiera haber sido ateo en el sentido moderno de la palabra. En cambio, la palabra griega "ateo" (ἄθεος átheos), que significa "sin un dios", se usó como un insulto, no como un intento de describir las creencias de una persona.
Se pueden establecer paralelos del epicureísmo con el jainismo y el budismo, que también enfatizan la falta de interferencia divina y aspectos de su atomismo. El epicureísmo también se parece al budismo en su templanza, incluida la creencia de que un gran exceso conduce a una gran insatisfacción. Algunos epicúreos modernos han argumentado que el epicureísmo es un tipo de identidad religiosa, argumentando que cumple con las "siete dimensiones de la religión" de Ninian Smart, y que las prácticas epicúreas de festejar en el siglo XX y declarar el juramento de seguir a Epicuro, la insistencia en la adherencia doctrinal y el carácter sagrado de la amistad epicúrea hacen que el epicureísmo sea más similar a algunas religiones no teístas que a otras filosofías.

## Seguidores

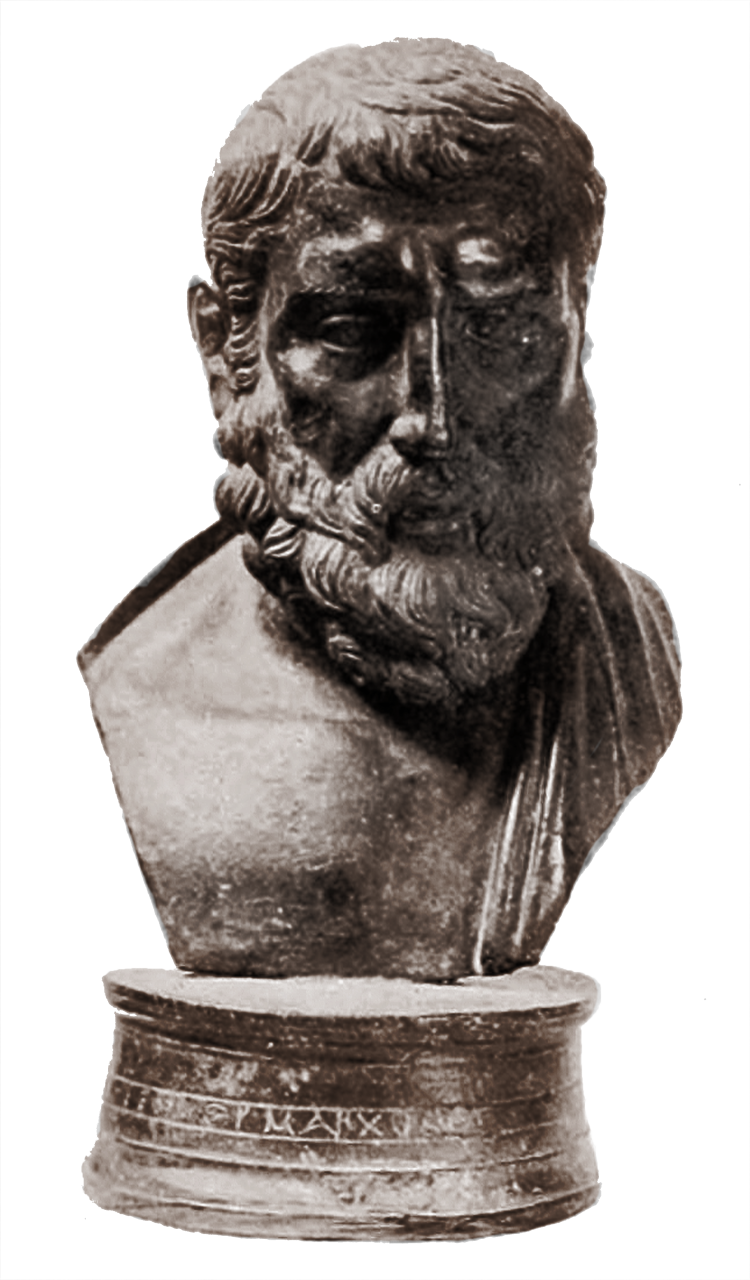
Busto de bronce de Hermarco, discípulo epicúreo.

El epicureísmo fue muy popular desde el principio. Diogenes Laercio registra que el número de epicúreos superó las poblaciones de ciudades enteras.  Se mantuvo como el filósofo más admirado y menospreciado en el Mediterráneo durante los próximos cinco siglos. Sin embargo, Epicuro no fue admirado universalmente y, durante su vida, fue vilipendiado como un bufón ignorante y sibarita egoísta. A los discípulos de Platón los llamaba «aduladores de Dionisio», a Aristóteles lo llamó «un perdido, porque habiendo malgastado todos sus haberes, tuvo que darse a la milicia, y aun a vender medicamentos». Llegó a calificar a los cirenaicos como «enemigos de Grecia» y a los escépticos de «ignorantes» e «iletrados». Las doctrinas epicúreas quedaron ya fijadas por su fundador, sin apenas cambios durante su historia.
Aunque no de grande importancia científica, fueron bastante numerosos los adeptos y partidarios de la doctrina epicúrea en Roma. Las enseñanzas de Epicuro fueron introducidas en la filosofía y la práctica médica por el médico epicúreo Asclepíades de Bitinia, quien fue el primer médico que introdujo la medicina griega en Roma. En oposición a los humoristas, Asclepiades creía que las enfermedades se debían a perturbaciones en los movimientos de las moléculas (ὄγκοι). Presentó un tratamiento agradable e indoloro a sus pacientes y abogó por un trato humano a las personas con trastornos mentales. Asclepíades trató terapias naturales como la dieta y los masajes en lugar de medicamentos. El médico cirujano Galeno criticó la medicina de Asclepiades que negaba por ejemplo que sostenía que "los riñones han sido hechos por la naturaleza sin ningún propósito" y que "la Naturaleza no hace absolutamente nada por la conservación del animal" demostrando la función homeostática del riñón en De Naturalibus Facultatibus.
Los nombres de Cacio y de Amafanio son los primeros que se presentan en la historia del epicureísmo romano, en la cual aparecen en seguida los nombres, ya más conocidos e importantes, de C. Casio, de Pomponio Ático, de Veleyo, y sobre todo de algunos de los principales poetas, entre los cuales sobresale Horacio.
El epicureísmo ya se había introducido en Roma en el siglo II a. C.. Entre los epicúreos de esta centuria debe mencionarse a Demetrio de Lacón, de cuyas obras quedan algunos fragmentos, y a Apolodoro, que escribió más de 400 libros. Este último se ignora dónde nació y se le llamó kepotirannos (tirano del jardín), quizá por la defensa que hiciera de las doctrinas frente a las otras escuelas. Su discípulo Zenón de Sidón, quien fue maestro de Cicerón, también escribió muchas obras. Su sucesor fue Fedro, también maestro de Cicerón y muy estimado por este. Fedro tuvo una preocupación epistemológica y escribió un tratado "Peri teon" (Sobre los dioses) profundizando en la teología epicúrea. También es reseñable Filodemo de Gadara, alumno de Demetrio de Lacón, cuya producción figura en los papiros herculanos, que comprenden numerosas obras epicúreas. Patro fue el líder de la escuela hasta el 51 a. C. Otros maestros epicúreos, Alkios y Filiscos, fueron expulsados de Roma. En el siglo I a. C. el epicureísmo era, de hecho, la filosofía en boga; y el número de romanos que se adscribieron a la misma fue, según Cicerón, muy grande. Los epicúreos Lucio Manlio Torcuato y Gayo Valerio Triario le expresaron a Cicerón su admiración por el filósofo:

nonne ei maximam gratiam habere debemus, qui hac exaudita quasi voce naturae sic eam firme graviterque comprehenderit, ut omnes bene sanos in viam placatae, tranquillae, quietae, beatae vitae deduceret? Qui quod tibi parum videtur eruditus, ea causa est, quod nullam eruditionem esse duxit, nisi quae beatae vitae disciplinam iuvaret.
¿no debemos nuestra más viva gratitud a aquel que, prestando oídos, por decirlo así, a esta voz de la naturaleza, la comprendió con tanta seguridad y profundidad que ha llevado a todos los hombres de mente sana al camino de la vida sosegada, tranquila, reposada y feliz? Y el hecho de que a ti te parezca poco erudito se debe a que, en su opinión, no había otra erudición que la que enseña la doctrina de la felicidad.
Cicerón. De finibus I, 71.

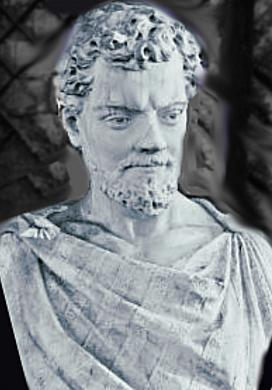
Busto de Lucrecio, autor del poema epicúreo De rerum natura, en los jardines Pincio en Roma.

La persona en difundir sus doctrinas en prosa latina fue un cierto . Las primeras obras epicúreas de Cayo Amafinio, Rabirio y Cacio fueron los primeros tratados filosóficos escritos en latín. Podemos citar también a Tito Casio, Plinio el joven, Tito Pomponio Ático y en cierto sentido al poeta Horacio, pero especialmente a Lucrecio (c. 95–55 a. C.) quien, en el poema De rerum natura (Sobre la naturaleza de las cosas), dejó una exposición casi completa y precisa de la física epicúrea. De Epicuro dice Lucrecio en su obra: 

E tenebris tantis tam clarum extollere lumen / qui primus potuisti inlustrans commoda vitae, / te sequor, o Graiae gentis decus, inque tuis nunc / ficta pedum pono pressis vestigia signis, / non ita certandi cupidus quam propter amorem / quod te imitari aveo; quid enim contendat hirundo / cycnis, aut quid nam tremulis facere artubus haedi / consimile in cursu possint et fortis equi vis? / tu, pater, es rerum inventor, tu patria nobis / suppeditas praecepta, tuisque ex, inclute, chartis, / floriferis ut apes in saltibus omnia libant, / omnia nos itidem depascimur aurea dicta, / aurea, perpetua semper dignissima vita.
Oh tú, ornamento de la griega gente, / Que llevaste el primero entre tinieblas / 	La luz de la verdad, adoctrinando / Sobre los intereses de la vida: / Yo voy en pos de ti, y estampo ahora / Mis huellas en las tuyas; no codicio / Ser tanto tu rival, como imitarte / Ansío enamorado. ¿Pues acaso / Entrara en desafío con los cisnes / La golondrina? ¿o los temblosos chotos / Volaran por fortuna en la carrera / Así como el caballo vigoroso? / Tú eres el padre y creador de cosas: / Sí; tú nos das lecciones paternales; / Y del modo que liban las ovejas / En los bosques floríferos las mieles, / Así también nosotros de tus libros / Bebemos las verdades más preciosas; / Preciosas, varón ínclito, muy dignas / De tener larga y perdurable vida.
Lucrecio, De rerum natura. III. 1-20

Séneca, quien lo citó y defendió, muestra hasta qué punto Epicuro aún era popular en el siglo I d. C.: a pesar de su estoicismo, se mostró conforme con los preceptos de Epicuro —que consideraba «justos y rectos»— y denunció que su escuela era «infamada sin razón», pero también lo criticó definiendo el epicureísmo como la filosofía «aquella que saca al ciudadano de la vida pública y a los dioses del mundo en que vivimos, y entrega la moralidad al placer». Entre los siglos I y siglo II d. C.., el epicureísmo entró en declive ya que no podía competir con el estoicismo, que tenía un sistema ético más en línea con los valores romanos tradicionales. 
El epicureísmo fue el que más se enfrentó con las ideas cristianas, ya que sus partidarios creían que el alma era mortal, negando a su vez la existencia de una vida después de la muerte y que lo divino tuviera algún papel activo en la vida humana. A pesar de esto, DeWitt argumenta que el epicureísmo, en muchos sentidos, ayudó a allanar el camino para la expansión del cristianismo por su gran énfasis en la importancia del amor y el perdón; asimismo, las primeras representaciones cristianas de Jesús a menudo son similares a las representaciones de Epicuro.
Algunos romanos tuvieron una visión negativa del epicureísmo, ya que consideraban que su defensa de la búsqueda de voluptas ("placer") era contraria al ideal romano de virtus ("virtud masculina"). Por lo tanto, a menudo se estereotipaba a sus seguidores como débiles y afeminados. Los críticos prominentes de su filosofía incluyen a autores como Cicerón y el griego neoplatónico Plutarco, mientras que el estoico Séneca fue un defensor de su figura. El filósofo escéptico posterior Sexto Empírico rechazó las enseñanzas de los epicúreos específicamente porque los consideraba como "dogmaticistas" teológicos. Por otro lado, Diógenes Laercio elogió a Epicuro diciendo que «era un hombre excelente en todos los aspectos».
En tiempos de Marco Aurelio, la población de Amastris en Bitinia fue excomulgada del uso de un oráculo de Apolo porque los ciudadanos, discípulos de Epicuro, ridiculizaban la profecía. El escritor escéptico Luciano de Samosata se apoyó vez en el epicureísmo para ridiculizar la superstición, las prácticas religiosas y creencia en lo paranormal. Dejó escrito este encomio a Epicuro:

Qué bendiciones crea ese libro para sus lectores y qué paz, tranquilidad y libertad engendra en ellos, liberándolos como lo hace de los terrores, apariciones y portentos, de vanas esperanzas y ansias extravagantes, desarrollando en ellos inteligencia y verdad, y verdaderamente purificando su comprensión, no con antorchas, cebollas albarranas y demás tonterías, sino con pensamiento directo, veracidad y franqueza.

En el siglo II d. C., el epicureísmo experimenta un renacimiento gracias a Diógenes de Enoanda, quien talló las obras de Epicuro en una pared de pórtico. Tal vez en el mismo siglo debería mencionarse a Diogeniano, que defendió el epicureísmo frente al neoplatonismo y cuyos fragmentos de polémica contra el estoico Crisipo se encuentran en el historiador de la iglesia Eusebio de Cesarea. En esta etapa los epicúreos participan, desarrollando una cierta armonización de teorías, de la característica actitud del eclecticismo.

##### Mujeres epicúreas
Dentro de la escuela epicúrea (el Jardín) se permitía el acceso a la enseñanzas de Epicuro a personas marginales dentro de la sociedad de la antigua Grecia, como esclavos, mujeres y prostitutas. Aristóteles consideraba que la mujer estaba sometida al hombre, pero se encontraba por encima de los esclavos. En el capítulo 12 de su Política, escribe: «El esclavo está absolutamente privado de voluntad; la mujer la tiene, pero subordinada; el niño solo la tiene incompleta». Su opinión era más desfavorable que la de su maestro Platón, quien afirma en la República que «las mujeres son más débiles que los hombres, pero tienen la capacidad de gobernar como cualquier hombre». No obstante, ya se conocían en aquel entonces mujeres con formación filosófica como Aspasia, Hiparquia y Areta.
La filosofía del epicureísmo era algo más abierta a la igualdad, en la misma línea que el cinismo. La escuela abogó por la igualdad de las mujeres en cuanto al pensamiento. El epicúreo Diógenes de Enoanda ofreció dar clases a mujeres. Por otro lado, el epicúreo Lucrecio excluyó a las mujeres en su audiencia. En su poema De rerum natura, Lucrecio se refiere a la diosa Venus. En el libro I es energía erótica placentera y benigna, natural y directa, y en el libro IV, urbana, degenerada y peligrosa. Tampoco las mujeres son peligrosas en sí mismas sino las vanas y locas idealizaciones de los hombres.

## Influencia
El epicureísmo es una doctrina de un paganismo típicamente laico y mediterráneo, y en este ámbito ganó gran número de seguidores que la consideraron una doctrina verdadera que solucionaba todos los problemas. Fue conocida por toda Grecia y Roma, y hasta llegó a Asia y Egipto, a pesar de estar siempre bajo la sombra del por entonces predominante estoicismo. 
Entre los seguidores de las enseñanzas de Epicuro en la Antigua Roma figuran los poetas Horacio, cuya famosa declaración Carpe Diem (Aprovecha el día) ilustra su filosofía y en su Carta a Tibulo (Ep. I 4, 16) se confiesa orgulloso de ser Epicuri de grege porcum (un cerdo de la piara de Epicuro); y Virgilio. Sus enseñanzas llegaron incluso hasta Julio César, las cuales le llevaron a declararse contra la pena de muerte defendida por el estoico Catón el Joven durante el juicio contra el conspirador Catilina, ya que «en medio del dolor y la miseria, la muerte es un alivio de las penas, no un castigo».Su suegro, Lucio Calpurnio Pisón Cesonino, también era un adepto de la escuela epicúrea.
El epicúreo romano más importante, Lucrecio, quien vivió durante el siglo I a. C. , escribió De rerum natura, que representa sin duda el texto más importante del epicureísmo fuera de Epicuro. Los temas básicos tratados por Lucrecio son la constitución atómica del universo, una teoría sobre la sensación empírica, la pasión amorosa, una alabanza de la persona y la obra de Epicuro, los fenómenos de la astronomía epicúrea, entre otros. Sin embargo, en contra de la creencia popular, Lucrecio no copia textualmente a Epicuro sino que se diferencia en algunos aspectos —por ejemplo, respecto a la doctrina de la felicidad—, pues Lucrecio elabora una teoría pesimista y dramática de la vida.
Su escuela de pensamiento perduró largamente durante siete siglos tras la muerte de Epicuro; sin embargo, en el siglo IV (según el testimonio de San Agustín) habían desaparecido totalmente las escuelas epicúreas y los escritos de Epicuro permanecieron dispersos por el mundo antiguo, o bien en algunos fragmentos de las obras de escritores como Séneca, Plutarco, etcétera. Fue olvidado al advenir la Edad Media, periodo en el que se perdió o fue destruida la mayoría de los escritos de este filósofo griego a causa del rechazo que por sus ideas experimentó el cristianismo, que no pudo adaptarlas a su sistema de creencias por la visión cristiana del dolor. 
Sin embargo, a través de autores del humanismo (como Cosimo Raimondi) y renacentistas (como Pierre Gassendi) el epicureísmo se da finalmente a conocer por toda Europa. Baruch Spinoza y John Locke, por ejemplo, reconocieron la importancia —tanto desde el punto de vista histórico como por una cierta influencia en los mismos escritos— de Epicuro y Lucrecio. Incluso, se encuentran resonancias —o solo menciones— del epicureísmo, en autores ya más contemporáneos como Jeremy Bentham, John Stuart Mill, Auguste Comte, Friedrich Hegel, Marx y Nietzsche.

### Decadencia medieval

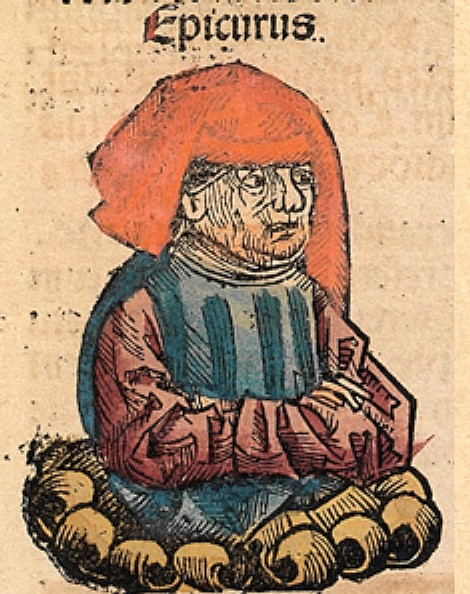
Epicurus representado en la Crónica de Nuremberg (1493).

En los siglos I y siglo II d. C., el epicureísmo entró en declive, ya que no podía competir con el estoicismo, que tenía un sistema ético más en línea con los valores romanos tradicionales. El epicureísmo fue el que más se enfrentó con las cristianas, ya que creían que el alma era mortal, negaban la existencia de una vida después de la muerte y negaban que lo divino tuviera algún papel activo en la vida humana. A pesar de esto, DeWitt argumenta que el epicureísmo, en muchos sentidos, ayudó a allanar el camino para la expansión del cristianismo por su gran énfasis en la importancia del amor, el perdón y las primeras representaciones cristianas de Jesús a menudo son similares a las representaciones de Epicuro. El cristianismo tomó de los epicúreos la forma de organizar las comunidades de base sostenidas en la relación personal de fraternidad, muy similar a la amistad del Jardín de Atenas.
En la Edad Media, Epicuro era conocido a través de Cicerón y las polémicas de los Padres de la Iglesia. Seguidores epicúreos como Diógenes de Oenoanda talló obras de Epicuro en un pórtico y Diogeniano, cuyos fragmentos de polémica contra el Crisipo se encuentran en el historiador de la iglesia Eusebio de Cesarea. Entre los siglos IV y V, Epicuro fue mencionado por Páladas. Antes del decreto de Constantino, los epicúreos y los cristianos tenían mucho en común: sus métodos de propaganda eran orales para ambos, mantenían comunidades por medio de una literatura epistolar con un estilo poco cuidado y evitaron con las formas más cultas del lenguaje.
A principios del siglo V, el epicureísmo estaba virtualmente extinto. Por el siglo IV, el emperador Juliano el Apóstata agradeció a los dioses por no permitir que ninguno de los libros de Epicuro sobrevivieran. Agustín de Hipona (354–430 d. C.) declaró: "sus cenizas son tan frías que de ellas no se puede ni una sola chispa". Mientras que las ideas de Platón y Aristóteles podían adaptarse fácilmente a una cosmovisión cristiana, las ideas de Epicuro no eran tan fáciles de entender y no se le tenía en tanta estima. Durante la Alta Edad Media, Epicuro fue recordado por los eruditos como un filósofo, pero con frecuencia apareció en la cultura popular como el portero del Jardín de las Delicias, el "propietario de la cocina, la taberna y el burdel". Él aparece en Los Cuentos de Canterbury de Geoffrey Chaucer y en el Infierno de Dante en el Sexto Círculo del Infierno, encarcelados en ataúdes de fuego por haber creído que el alma muere con el cuerpo. No será hasta el Renacimiento cuando vuelva a resurgir el interés por el epicureísmo.

### Recuperación renacentista

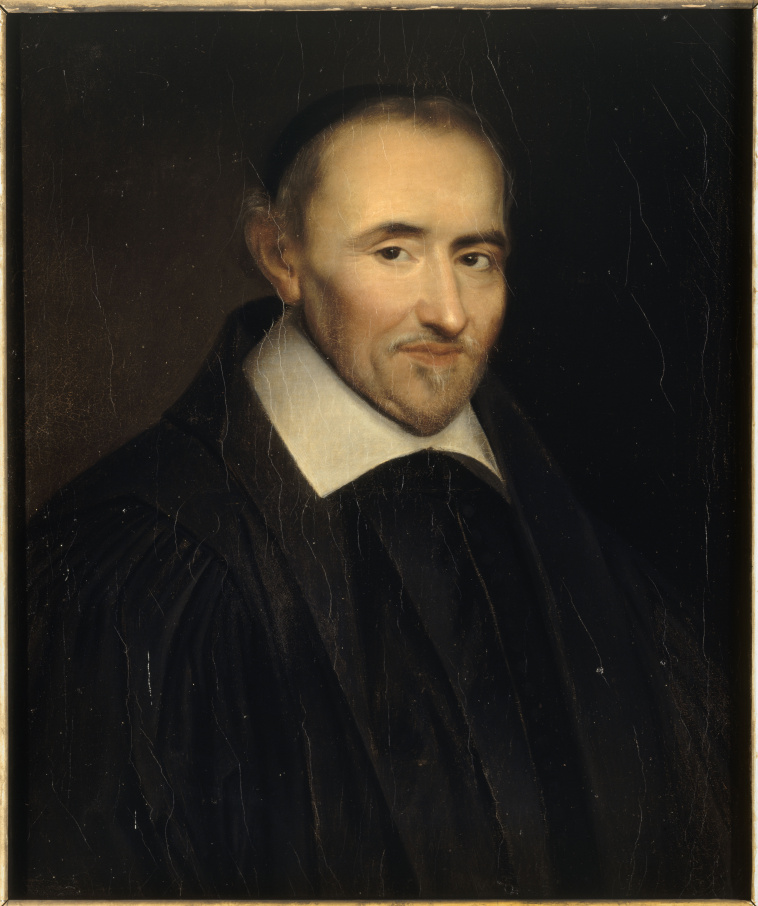
El sacerdote y filósofo francés Pierre Gassendi es responsable de revivir el epicureísmo en la modernidad como una alternativa al aristotelismo.

En 1417, Poggio Bracciolini descubrió una copia de De la naturaleza de las cosas de Lucrecio en un monasterio cerca del lago Constanza.  El descubrimiento de este manuscrito se encontró con una emoción inmensa, porque los estudiosos estaban ansiosos por analizar y estudiar las enseñanzas de los filósofos clásicos y este texto previamente olvidado contenía el relato más completo de las enseñanzas de Epicuro conocidas en latín. La primera disertación académica sobre la ética de Epicuro, De voluptate (Sobre el placer) del humanista italiano y sacerdote católico Lorenzo Valla se publicó en 1431. Valla otorgó credibilidad al epicureísmo como una filosofía que merecía ser tomada en serio manteniendo que el verdadero bien es el placer y no la virtud.
Los Humanistas de Quattrocento no respaldaron con claridad el epicureísmo, pero eruditos como Francesco Zabarella (1360–1417), Francesco Filelfo (1398–1481), Cristoforo Landino (1424–1498) y Leonardo Bruni ( c. 1370–1444) le dieron al Epicureísmo un análisis más justo que el que había recibido tradicionalmente y proporcionó una evaluación menos abiertamente hostil del mismo Epicuro.  No obstante, el "epicureísmo" siguió siendo un peyorativo.
En el siglo XVI, en términos de actitud y dirección del pensamiento, los dos primeros grandes epicúreos fueron Michel de Montaigne en Francia y Francesco Guicciardini en Italia. En el siglo XVII, el sacerdote y erudito católico francés Pierre Gassendi (1592 - 1655) trató de desalojar al aristotelismo de su posición del dogma más alto al presentar el epicureísmo como una alternativa mejor y más racional. En 1647, Gassendi publicó su libro De vita et moribus Epicuri (La vida y la moral de Epicurus), una defensa apasionada del epicureísmo. Gassendi modificó las enseñanzas de Epicuro para hacerlas aceptables para una audiencia cristiana. Por ejemplo, argumentó que los átomos no eran eternos, increados e infinitos, sino que sostenían que un número extremadamente grande pero finito de átomos fueron creados por Dios en la creación. Thomas Hobbes, un amigo de Gassendi, retomó la teoría del placer y la interpretó en un sentido más cercano a la doctrina cirenaica.

### Rehabilitación moderna

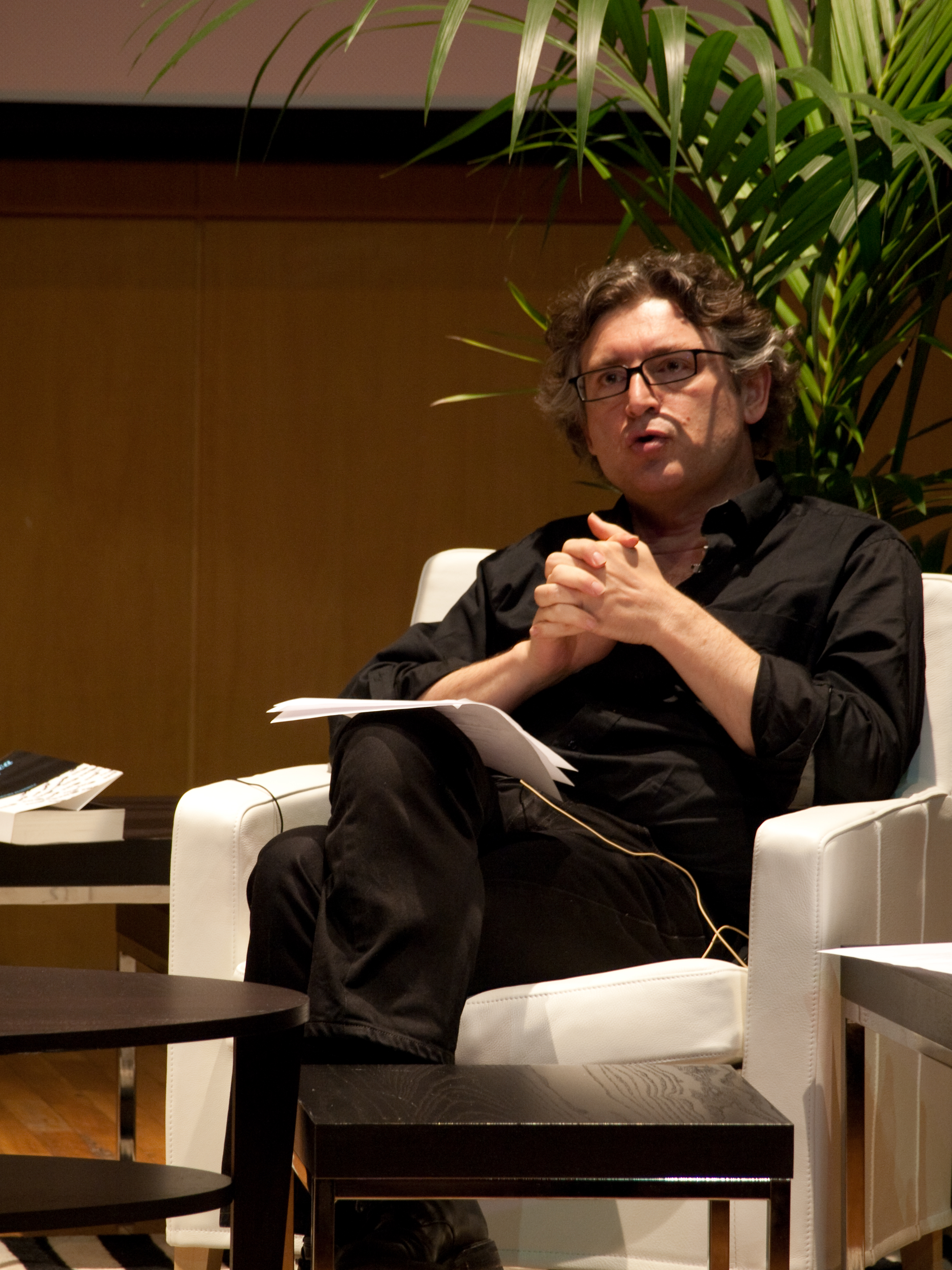
Michel Onfray, filósofo francés cuyo pensamiento materialista y hedonista estuvo influenciado por el epicureísmo. Según Onfray, Epicuro puede constituir un poderoso remedio contra la fiebre decadentista contemporánea.

Las enseñanzas de Epicuro fueron respetables en Inglaterra por el filósofo natural Walter Charleton (1619 - 1707), cuya primera obra epicúrea, The Darkness of Atheism Dispelled by the Light of Nature (1652), modificó en el epicureísmo como un "nuevo" atomismo. La Royal Society, fundada en 1662, avanzó el atomismo epicúreo. Uno de los defensores más prolíficos del atomismo fue Robert Boyle. Francisco de Quevedo también defendió al filósofo griego rehabilitándolo como un filósofo cristiano. Mientras tanto, John Locke (1632 - 1704) adaptó la versión modificada de Gassendi de la epistemología de Epicuro, que se hizo muy influyente en el empirismo inglés. Muchos pensadores con simpatías hacia la Ilustración apoyaron el epicureísmo como una admirable filosofía moral.
Durante los siglos XVII y XVIII, la nación europea en la que el epicureísmo estuvo más activo fue Francia. Entre se encuentran François de La Rochefoucauld, Charles de Saint-Évremonde, Claude-Adrien Helvétius y el barón de Holbach. Julien de La Mettrie estuvo muy influido por el epicureísmo. Escribió una exposición de las ideas de Epicuro en Système d'Épicure (1750) y se refirió a su filosofía como un sistema Epicuro-Cartesiano. Charles T. Wolfe le describe como un "epicureísmo médico".
El filósofo prusiano Immanuel Kant (1724 - 1804) calificó a Epicuro como "el más destacado filósofo de la sensibilidad". Además, para Kant, Epicuro procedió en su filosofía de una manera mucho más consecuente que otros filósofos sensualistas como Locke o Aristóteles.
El presidente estadounidense Thomas Jefferson (1743-1826), uno de los Padres Fundadores de los Estados Unidos, declaró en 1819: "Yo también soy un Epicúreo. Considero que las doctrinas genuinas (no imputadas) de Epicuro contienen todo lo racional en la filosofía moral que Grecia y Roma nos han dejado". Jefferson fue el mentor personal de la abolicionista y feminista Frances Wright, la autora de la novela Varios días en Atenas, que ha sido llamada la gran obra maestra epicúrea en el idioma inglés, donde Epicuro toma un diálogo ficticio con el estoico Zenón de Citio.
El hedonismo de Epicuro fue la base clave de las doctrinas éticas del utilitarismo defendidas por Jeremy Bentham (1748 - 1832) y John Stuart Mill (1806 - 1873). Como en Epicuro, Mill defendió en El utilitarismo que la ética es arte de vivir basado en el cálculo de placeres, donde la virtud y la felicidad se conjugan mutuamente.
Por otro lado, Hegel (1770 - 1831) presentó los postulados metafísicos del atomismo epicúreo en Lecciones sobre la filosofía de la historia universal desfavorablemente. Hegel encuentra el epicureanismo "aparece como una víctima sin sentido de la sensación, abrumada con detalles e incapaz de órdenes superiores de pensamiento, conceptos (Begriffe) y la comprensión (das Begreifen), y totalmente desligados de la teleología racional".

Con tales palabras vacías y concepciones sin sentido no nos detendremos más; no podemos tener respeto por los pensamientos filosóficos de Epicuro, o más bien él no tiene pensamientos para que nosotros los respetemos.
Hegel. Lecciones sobre la filosofía de la historia universal, Primera parte: Filosofía griega, Sección Dos, B. Epicuro.

Arthur Schopenhauer (1788 - 1860) entendió la ausencia del dolor de la aponía y ataraxia epicúrea como forma de liberación de la "voluntad de poder". También compartió la visión de la muerte epicúrea, puesto que un mal presupone la existencia para ser experimentado pero la muerte es la completa inexistencia y la ausencia de conciencia.
El filósofo alemán Karl Marx (1818 - 1883), cuyas ideas son la base del marxismo, fue profundamente influenciado como un hombre joven por las enseñanzas de Epicuro y su tesis doctoral fue un análisis dialéctico hegeliano de las diferencias entre las filosofías naturales de Demócrito y Epicuro (ver Diferencia entre la filosofía de la naturaleza de Demócrito y la de Epicuro). Marx propuso que la ética epicúrea está relacionada con la física y epistemología. Marx veía a Epicuro como un empirista dogmático, cuya visión del mundo es internamente consistente y prácticamente aplicable. Marx consideró a Epicuro “el más grande educador griego”, librepensador más formidable y combativo contra la religión. El análisis hegeliano en su tesis doctoral del atomismo de Epicuro fue de gran en Marx influencia para "sintetizar la concepción de la alienación en la praxis, asociada a Hegel, y la concepción materialista de la alienación del ser humano desde la naturaleza que se encuentra en Epicuro". Friedrich Engels (1820 - 1895) admite que es en el materialismo de Epicuro donde estaba la base del desarrollo de una dialéctica materialista y no en el materialismo de la Ilustración francesa como pensaba Gueorgui Plejánov (1856 - 1918).
Pese a que Friedrich Nietzsche (1844 - 1900) era antagónico con los padres de la filosofía griega (Platón y Sócrates), consideró a Epicuro como «uno de los hombres más grandes, el inventor de una manera heroico-idílica del filosofar». Señaló que:

¿Qué es, pues, Europa? La cultura griega crecida a partir de elementos tracios y fenicios, el helenismo, el filohelenismo de los romanos, su Imperio Mundial, cristiano, el cristianismo, portador de elementos antiguos, de estos elementos acaban por surgir los gérmenes científicos, del filohelenismo deviene un cuerpo filosáfico: hasta donde se cree en la ciencia llega ahora Europa. La romanidad fue eliminada, el cristianismo desinflado. No hemos ido más allá de Epicuro; pero su autoridad está infinitamente más extendida —helenización cuatro veces más gro-sera y superficial—.
Friedrich Nietzsche. Humano, demasiado humano, 33 (9).

Además dijo de él:

Epicuro ha vivido en todos los períodos, y vive todavía, sin el conocimiento de aquellos que llamaron y todavía se llaman ellos mismos epicúreos, y sin reputación entre los filósofos. Él mismo ha olvidado su propio nombre, ese fue el equipaje más pesado que alguna vez arrojó.
Friedrich Nietzsche. El caminante y su sombra, 227.

En el siglo XIX, la interpretación del placer como principio psíquico de acción fue iniciada por Gustav Theodor, el fundador de la psicofísica, y desarrollado a finales de siglo por Sigmund Freud en el nivel psicoanalítico del inconsciente.
El interés académico en Epicuro y otros filósofos helenísticos aumentó a lo largo de finales del siglo XX y principios del siglo XXI con un número sin precedentes de monografías, artículos, resúmenes y documentos de conferencias que se publicaron sobre el tema. Los textos de la biblioteca de Filodemo de Gadara en la Villa de los papiros en Herculano, descubiertos por primera vez entre 1750 y 1765, están siendo descifrados, traducidos y publicados por académicos que forman parte del Philodemus Translation Project, financiado por el Fondo Nacional para las Humanidades de los Estados Unidos, y parte del Centro per lo Studio dei Papiri Ercolanesi en Nápoles.
Filósofos modernos como Jun Tsuji y Michel Onfray fueron muy influenciados por Epicuro. Onfray expresó que: "Sin Epicuro no habrían existido el Renacimiento, ni Montaigne, ni el pensamiento libertino del siglo XVII, ni la filosofía de la Ilustración, ni la Revolución Francesa, ni el ateísmo, ni las filosofías de la liberación social. Epicuro puede constituir un poderoso remedio contra la fiebre decadentista contemporánea." Los filósofos Stephen E. Rosenbaum y Tim Burkhardt defendieron las doctrinas epicúreas acerca de la muerte. La noción de parresía epicúrea también fue objeto de investigación de Michel Foucault en La hermenéutica del sujeto, y de Judith Butler en Sin miedo.
El economista Ludwig von Mises se inspiró en las enseñanzas epicúreas, especialmente en el desarrollo de la praxeología, en la medida en que asume "el individualismo atomista, la teleología y el libertarismo, y define al hombre como un egoísta que busca el máximo de felicidad" (es decir, la búsqueda última del placer sobre el dolor). "El hombre lucha por", comenta Mises, "pero nunca alcanza el estado perfecto de felicidad descrito por Epicuro". Además, ampliando la base epicúrea, Mises formalizó su concepción del placer y el dolor asignando cada significado específico, lo que le permitió extrapolar su concepción de la felicidad alcanzable a una crítica de las sociedades ideológicas liberales frente a las socialistas.
El atractivo popular de Epicuro entre los no académicos es difícil de medir, pero parece ser relativamente comparable al atractivo de los temas filosóficos griegos antiguos más tradicionalmente populares como el estoicismo, Aristóteles y Platón. Hoy en día existen una sociedades y grupos de epicúreos en países como Grecia, Italia y Australia.

### Física moderna
La teoría atómica epicúrea para el espacio, el tiempo y la materia parece predecir "el uso de ecuaciones diferenciales en la física clásica mediante las cuales el tiempo y el espacio se dividen en secciones pequeñas infinitesimales, pero no sin partes"; y las" teorías de la mecánica cuántica, donde se supone que el espacio, el tiempo, la materia y la energía son discontinuos". La longitud mínima de tiempo actualmente conocida es el denominado tiempo de Planck, (10 −43 segundos).

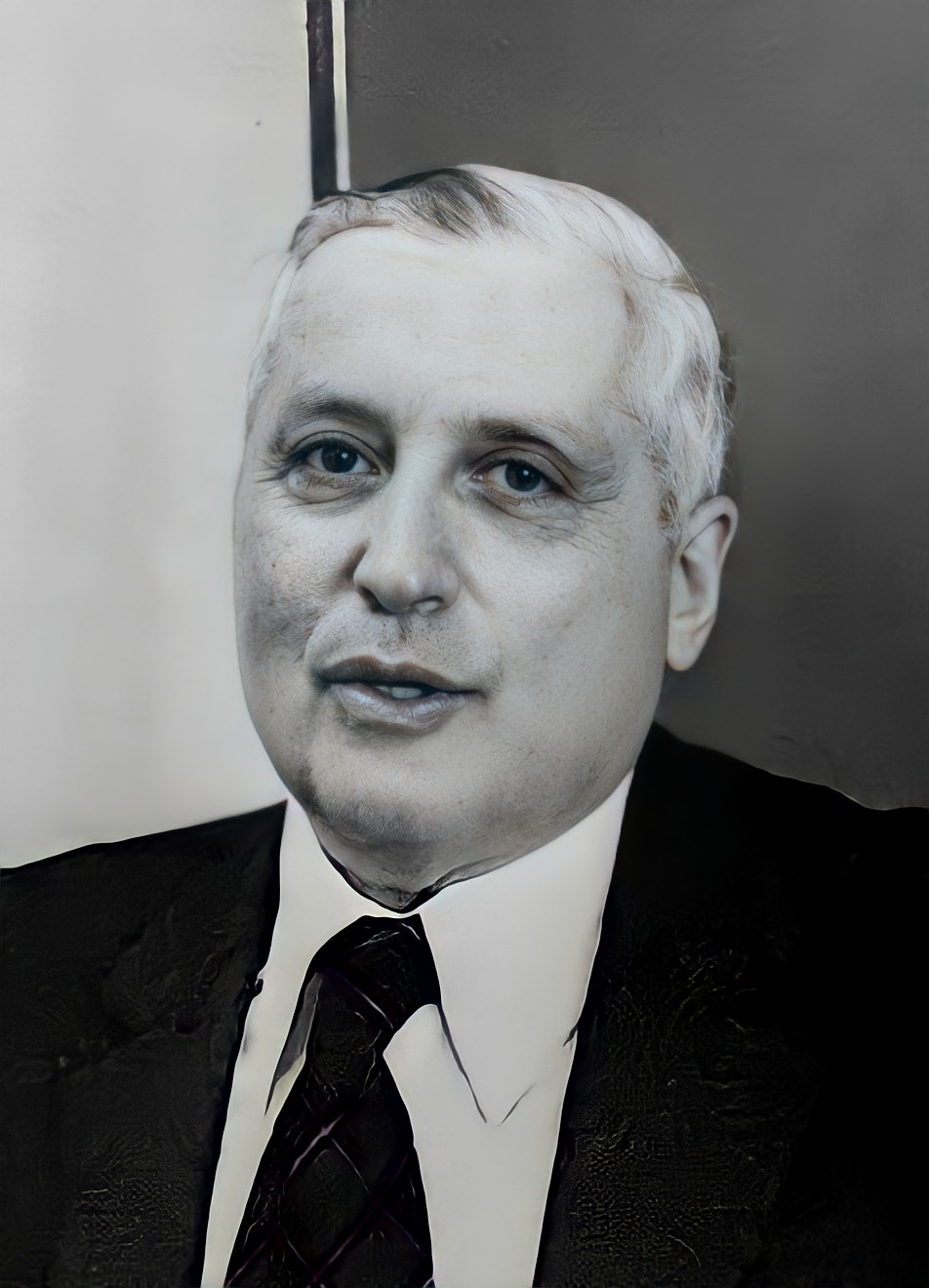
El premio Nobel de química Ilya Prigogine apreció la defensa del indeterminismo en el clinamen epicúreo, siendo precursor del principio de indeterminación de Werner Heisenberg.
El filósofo y físico Michel Serres en su libro El nacimiento de la física en el texto de Lucrecio, sostiene que el poema de Lucrecio De rerum natura no es un texto de metafísica, ni de filosofía moral, sino exactamente una física. Es más, no se trata simplemente que el poema sea una física matemática y experimental como la nuestra - con modelos, experiencias y aplicaciones-, se trata de que es exactamente nuestra física, no tanto la que se inaugura con Galileo y culmina con Newton, sino más bien la que estamos comenzando a hacer hoy mismo, a partir de experiencias como las de Einstein, Heisenberg o Prigogine. El historiador Richard Carrier sugiere que si se interpreta el texto como hacen apoligistas con respecto a sus libros sagrados sobre predicciones proféticas de hechos científicos el poema de Lucrecio predice un gran cantidad de ellos, como: la existencia del átomo (I.265-328), la ley de inercia (II.62-166, II.184-332), los fotones (II.144-156), la teoría de la evolución (II.1150-1156, V.790-836), el ciclo del agua (VI.495-523), la teoría de la relatividad (I.459-463, II.308-332), el indeterminismo cuántico (II.216-293) y movimiento browniano (II.112-141).

## Usos modernos y conceptos erróneos

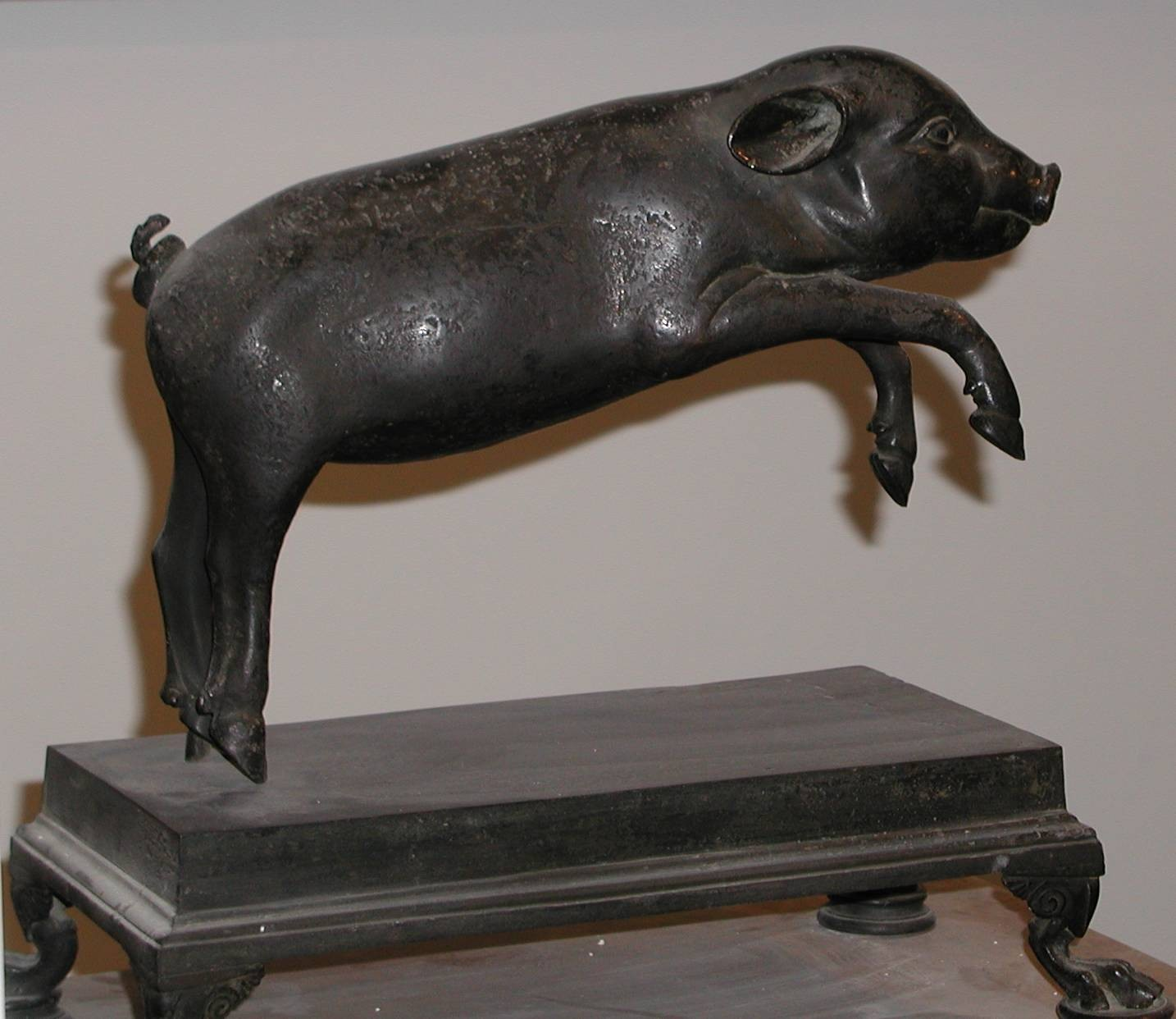
Estatua de bronce de un cerdo en la Villa de los Papiros. La doctrina ética epicúrea ha sido a menudo objeto de burla como una doctrina digna de los puercos.Los cerdos eran ampliamente considerados glotones amorales y poco intelectuales y símbolos de la ‘ataraxia’. Horacio declaró ser «un cerdo de la piara de Epicuro».

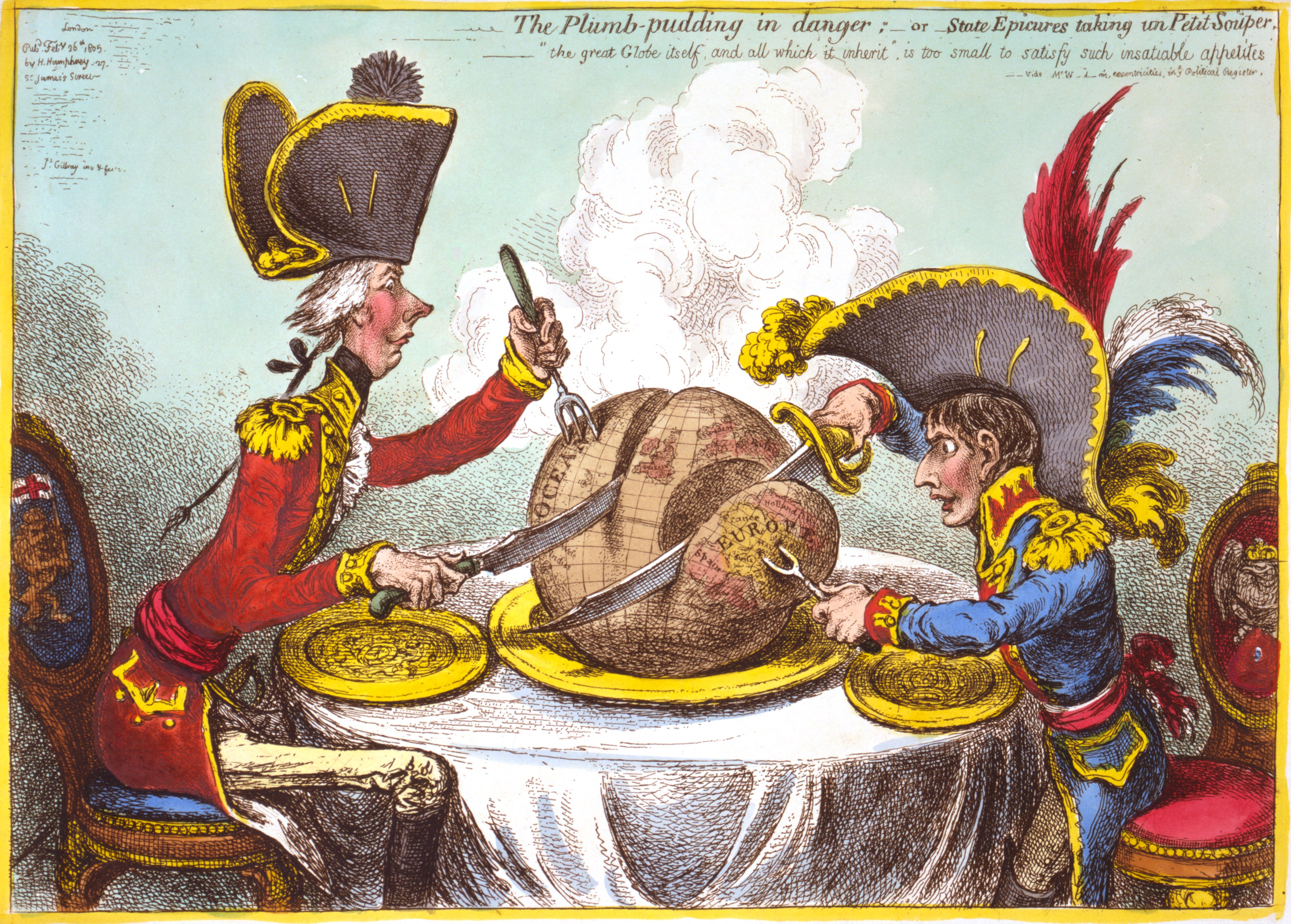
Caricatura política del con la leyenda: «El Plumb-pudding en peligro, o los epicúreos del Estado tomando un petit sopaer».

En el uso popular moderno, un epicúreo es un reconocedor de las artes de la vida y los refinamientos de los placeres sensuales; el epicureísmo implica un amor o un disfrute sabio, especialmente de la buena comida y bebida. El dramaturgo Georg Büchner escribió en su obra teatral La muerte de Danton:
Solo existen epicúreos, si bien los hay de más rudos y más finos, Cristo fue el más fino de todos; esta es la única diferencia que yo puedo averiguar entre los hombres.
Debido a que el epicureísmo postula que el placer es el bien supremo (telos), se ha malinterpretado comúnmente desde la antigüedad como una doctrina que aboga por participar en placeres fugaces como el exceso sexual y la comida decadente. Este no es el caso. Epicuro consideraba la ataraxia (tranquilidad, ausencia de miedo) y la aponía (ausencia de dolor) como el colmo de la felicidad. También consideraba la prudencia como una virtud importante y percibía el exceso y la indulgencia como contrarios al logro de la ataraxia y la aponía.
Epicuro prefirió lo bueno, e incluso la sabiduría y la cultura, al placer del estómago. Aunque tampoco era contrario al lujo ocasional. Filósofos posteriores han separado al antiguo filósofo griego Epicuro del libertinaje, amor por comer y beber que lleva su nombre. La depuración académica moderna pertenece al rechazo platónico de comer y beber. Generalmente, una filosofía centrada en las comidas (foodismo), como la de Brillat-Savarin, se parece a la de Epicuro.

## Críticas
Cicerón criticó la física atomista de Epicuro al no ser capaz de explicar el orden en el universo y la teoría del clinamen al ser una afirmación ad hoc arbitraria que haría imposible la agrupación de los átomos entre ellos. Así Leibniz criticó el intento epicúreo de casar materialismo e indeterminismo con el clinamen, no por sus implicaciones antiteleológicas sino por el rechazo del principio de razón suficiente.
Pues nada da una indicación más clara de la imperfección de una filosofía que la necesidad experimentada por el filósofo de confesar que algo sucede, de acuerdo con con su sistema, para lo cual no hay razón. Eso se aplica a la idea de Epicuro sobre la desviación de los átomos. Sea Dios o la Naturaleza la que opere, la operación siempre tendrá sus razones.
Francis Bacon escribió un apotegma relacionado con el epicureísmo:
Hubo un epicúreo que se jactaba de que pensadores de otras sectas de filósofos se habían convertido en epicúreos, pero nunca hubo ningún epicúreo que se volviera hacia otra secta. Ante lo cual un filósofo que era de otra secta, dijo: la razón es clara, porque los gallos se pueden hacer capones, pero los capones nunca se pueden hacer gallos. 
Esto se hacía eco de lo que el filósofo académico escéptico Arcesilao había dicho cuando se le preguntó "¿por qué los alumnos de todas las otras escuelas se pasaron a Epicuro, pero los epicúreos nunca se convirtieron a otras escuelas?", a lo que respondió: "Porque los hombres pueden llegar a ser eunucos, pero un eunuco nunca llega a ser un hombre".

## Lista de epicúreos
- Apolodoro el Epicúreo
- Cayo Amafinio
- Cavalcante dei Cavalcanti
- Demetrio de Lacón
- Diógenes de Enoanda
- Epicuro
- Filodemo de Gadara
- Hermarco de Mitilene
- Leontion
- Lucrecio
- Metrodoro de Lámpsaco (el joven)
- Polístrato el Epicúreo
- Temista
- Timócrates de Lámpsaco
- Tito Albucio
- Zenón de Sidón

### Fuente primaria

#### Epicuro
- Epicuro (1994). Obras (Jufresa, Montserrat, trad.). Altaya. ISBN 8448701798.
- Epicuro (2018). El placer y la felicidad: Obras selectas. Editorial Verbum. ISBN 978-84-9074-780-3.

- García Gual, Carlos: Epicuro, Alianza Editorial, Madrid, 1985.
- Lledó, Emilio: El epicureísmo: una sabiduría del cuerpo, del gozo y de la amistad, Montesinos, Barcelona, 1984.
- Oyarzún, Pablo (1999). «EPICURO: CARTA A MENECEO». ONOMAZEIN. Archivado desde el original el 4 de abril de 2018.
- Caro, Sebastián (2008). «EPICURO: EPÍSTOLA A HERÓDOTO». ONOMAZEIN. Archivado desde el original el 14 de abril de 2017.
- Zaranka, J. (1962). MAXIMAS Y EXHORTACIONES. Bogota, Colombia: Revista IDEAS Y VALORES, Facultad de Filosofia y Letras Universidad Nacional. Archivado el 23 de febrero de 2019 en Wayback Machine.
- Alvarez, Alberto Enrique (2016). El Gnomologicum Vaticanum y la filosofía de Epicuro. Universidad Autónoma de Madrid.

#### Filodemo de Gadara
- Tsouna, Voula (2007). The Ethics of Philodemus (en inglés). Clarendon Press. ISBN 978-0-19-160880-3.

#### Diógenes Laercio
- Diógenes Laercio: Vidas, opiniones y sentencias de los filósofos más ilustres, X (Epicuro).
  - Texto español en la Biblioteca Virtual Miguel de Cervantes.
    - Texto griego en Wikisource

- Diógenes Laercio (2013). Vidas y opiniones de los filósofos ilustres (2ª ed edición). Alianza Editorial. ISBN 978-84-206-7697-5. OCLC 864325953.

#### Lucrecio
- Lucrecio: De rerum natura. De la naturaleza, Editorial Acantilado, Barcelona, 2012.

#### Séneca
- Saldívar, Dasso; Bofill i Ferro, Jaume (2018). Cartas a Lucilio : epístolas escogidas (1ª ed edición). Ariel. ISBN 978-84-344-2572-9. OCLC 1030723556.

- Roca, Ismael (1986). Epístolas morales a Lucilio. Editorial Gredos. ISBN 84-249-1033-8. OCLC 17641869. Archivado desde el original el 3 de septiembre de 2021. Consultado el 9 de septiembre de 2021.
- Texto español en Wikisource.

#### Cicerón
- Cicerón (2004). Debates en Túsculo. Ediciones AKAL. ISBN 978-84-460-2258-9.

- Cicerón (1987). Del supremo bien y del supremo mal. Madrid: Gredos. ISBN 84-249-1092-3. OCLC 318315837.

#### Plutarco
- PLUTARCO: Moralia.
  - XIV, 75: Sobre la imposibilidad de vivir placenteramente según Epicuro (Ότι ουδέ ηδέως ζην έστιν κατ’ Επίκουρον - Non posse suaviter vivi secundum Epicurum).
    - Texto, en el sitio del Proyecto Perseus, de la traducción inglesa corregida y editada por William W. Goodwin, y publicada en 1874; en la parte superior derecha se hallan los rótulos activos focus (para cambiar al texto griego fijado por Gregorius N. Bernardakis en 1895) y load (para obtener el texto bilingüe).

  - XIV, 76: Contra Colotes (Προς Κωλώτην - Adversus Colotem).
    - Texto, en el Proyecto Perseus, de la trad. inglesa corregida y editada por Goodwin, y publicada en 1874; en la parte superior derecha se hallan los rótulos activos focus (para cambiar al texto griego fijado por Bernardakis en 1895) y load (para obtener el texto bilingüe).
      - Colotes de Lámpsaco (Κολώτης Λαμψακηνός, Kolōtēs Lampsakēnos; ca. 320 - después del 268 a. C.): uno de los discípulos más conocidos de Epicuro.
        - William W. Goodwin (William Watson Goodwin, 1831 - 1912): clasicista estadounidense, profesor de griego de la Universidad de Harvard.
        - Gregorius N. Bernardakis (Gregorios N. Bernardakis: Γρηγόριος Ν. Βερναρδάκης; translit.: Grigorios N. Vernardakis; neolatín: Gregorius N. Bernardakis; 1848 - 1925): filólogo y paleógrafo griego.

- Obras morales y de costumbres (Moralia). Obra completa. Madrid: Editorial Gredos. ISBN 978-84-249-1601-5
  - Volumen XII: Tratados antiepicúreos: «Contra Colotes», «Sobre la imposibilidad de vivir placenteramente según Epicuro» y «De si está bien dicho lo de “vive ocultamente”». 2004. ISBN 978-84-249-2714-1.

### Fuente adicional
- Aguilera, Concha; Martul, Carmen (1988). «EL EPICUREISMO 99. La canónica». Historia del pensamiento 1. Sarpe. p. 250. ISBN 84-7700-149-9. OCLC 804679831.
- Amicus, Cassius (2010). Ante Oculos - Epicurus and the Evidence-Based Life (en inglés). Cassius Amicus. ISBN 978-0-557-82273-7.
- Amicus, Cassius (2010). Lion of Epicurus - Lucian and His Epicurean Passages (en inglés). Cassius Amicus. ISBN 978-1-4580-8275-6.
- Amicus, Cassius (2011). The Doctrines of Epicurus - Annotated (en inglés). Cassius Amicus. ISBN 978-1-4659-4119-0.
- Amicus, Cassius (2011). The Tripod of Truth - An Introduction to the Book that Fell from the Heavens (en inglés). Cassius Amicus. ISBN 978-1-4581-1163-0.
- Arrighetti, Graziano (1978). «Epicuro y su escuela». La filosofía griega II (6ª edición). Madrid. ISBN 84-323-0014-4.
- Asmis, Elizabeth (1984). Epicurus' Scientific Method (en inglés). Cornell University Press. ISBN 978-0-8014-1465-7.
- Berti, Gabriela (2015). Epicuro: el objetivo supremo de la filosofía es conseguir la felicidad. RBA. ISBN 9788447383221. OCLC 943667759.
- Camps, Montserrat; Mestre, Francesca (2007). Obras (42). Madrid: Biblioteca Gredos. ISBN 9788447353057.
- Catapa, Alfonso (2019). Sobre el placer y la naturaleza (1ª edición edición). ISBN 978-84-17134-77-8. OCLC 1129286170.
- Crespo, Hiram (2014). Tending the Epicurean Garden. ISBN 978-0931779534.
- Dane R. Gordon and David B. Suits (2003). Epicurus. His Continuing Influence and Contemporary Relevance, Rochester, N.Y.: RIT Cary Graphic Arts Press.
- DeWitt, Norman Wentworth (1954). Epicurus and His Philosophy (en inglés). U of Minnesota Press. ISBN 978-0-8166-5745-2.
- Diccionario Enciclopédico Hispano-Americano de Literatura, Ciencias y Artes. Barcelona: Montaner y Simón Editores (texto de dominio público). 1887–1910.
- Farrington, Benjamín (1968). La rebelión de Epicuro (José Cano Vázquez, trad.) (3ª edición). Barcelona: Ediciones de Cultura Popular.
- García Gual, Carlos (2002). Epicuro. Madrid: Alianza Editorial. ISBN 9788420640945.
- García Gual, Carlos (1970). «Epicuro, el liberador». Estudios clásicos 14 (61).
- García Gual, Carlos (1982). «Epicuro hoy». Cuadernos de la Fundación Pastor (29).
- García Gual, Carlos; Ímaz, María Jesús (2008). La filosofía helenística: éticas y sistemas. Madrid: Síntesis. ISBN 9788497565301.
- Hickson, Michael W. (2014).  McBrayer, Justin P.; Howard-Snyder, Daniel, ed. The Blackwell Companion to The Problem of Evil (en inglés). pp. 26-27. ISBN 978-1-118-60797-8.
- Holmes, Brooke & Shearin, W. H. (2012) Dynamic Reading: Studies in the Reception of Epicureanism, New York: Oxford University Press.
- Hutchinson, D. S. (Introduction) (1994). The Epicurus Reader: Selected Writings and Testimonia. Cambridge: Hackett.
- Jones, Howard (1989). The Epicurean Tradition, New York: Routledge.
- Kant, Immanuel (2010). Crítica de la razón pura (Pedro Ribas, trad.). Madrid: Gredos.
- Lengrand, Henri: Epicuro y el epicureísmo (Épicure et l'épicurisme, 1906). Ed. Bloud.
  - Texto francés en el sitio de Philippe Remacle (1944 - 2011)
    - Bloud (Edmond Bloud, 1876 - 1948): editor y político francés.
    - Philippe Remacle (1944 - 2011): helenista y latinista belga de expresión francesa
- Lledó, Emilio; García Gual, Carlos (2013). Filosofía para la felicidad (1. ed edición). Errata Naturae. ISBN 978-84-15217-55-8. OCLC 861592152.
- Lledó, Emilio (2003). El epicureísmo (2ª edición). Madrid: Taurus. ISBN 9788430615582.
- Long, A.A. & Sedley, D.N. (1987) The Hellenistic Philosophers Volume 1, Cambridge: Cambridge University Press. (ISBN 0-521-27556-3)
- Long, Roderick (2008). «Epicureanism».  En Hamowy, Ronald, ed. The Encyclopedia of Libertarianism. Thousand Oaks, CA: SAGE; Cato Institute. p. 153. ISBN 978-1-4129-6580-4. LCCN 2008009151. OCLC 750831024. doi:10.4135/9781412965811.n95.
- Manuel Fernández, Lorenzo (2017). Pensar con las manos. Lulu.com. ISBN 978-0-244-30556-7.
- Martin Ferguson Smith (ed.) (1993), Diogenes of Oinoanda. The Epicurean inscription, edited with introduction, translation, and notes, Naples: Bibliopolis.
- Martin Ferguson Smith (2003) Supplement to Diogenes of Oinoanda. The Epicurean Inscription, Naples: Bibliopolis.
- Marx, Karl (1988). Escritos sobre Epicuro (1839-1841). Barcelona: Crítica.
- Marx, Karl (2021). Diferencia entre la filosofía de la naturaleza de Demócrito y la de Epicuro. Greenbooks editore. ISBN 979-12-5971-035-2.
- Mas, Salvador (2018). Epicuro, epicúreos y el epicureísmo en Roma (Primera edición edición). ISBN 978-84-362-7366-3. OCLC 1054304628.
- Mejía Buitrago, Diana. “La concepción de la muerte en Epicuro.” scielo.org, julio-diciembre de 2012, http://www.scielo.org.co/pdf/esupb/v20n45/v20n45a11.pdf.
- Mill, John Stuart; Guisán, Esperanza (2014). El utilitarismo (3ª ed edición). Alianza Editorial. ISBN 978-84-206-8432-1. OCLC 879368491.
- Mitsis, Phillip (2020). Oxford Handbook of Epicurus and Epicureanism (en inglés). Oxford University Press. ISBN 978-0-19-974421-3.
- Mondolfo, Rodolfo (1997). «La ética de Epicuro y la conciencia moral». La conciencia moral de Homero a Democrito y Epicuro. Buenos Aires: EUDEBA SEM. ISBN 9789502306612.
- Neven Leddy and Avi S. Lifschitz (2009). Epicurus in the Enlightenment, Oxford: Voltaire Foundation.
- O'Keefe, Tim (2005). Epicurus on Freedom (en inglés). Cambridge University Press. ISBN 978-0-521-84696-7.
- Ortega, Fernando (2015). EPICURO: Cartas y sentencias, seguido CICERÓN: La filosofía de Epicuro. José J. de Olañeta, Editor. ISBN 978-84-9716-909-7. OCLC 913121425.
- Pigliucci, Massimo; Cleary, Skye; Kaufman, Daniel (2020). How to Live a Good Life: A Guide to Choosing Your Personal Philosophy (en inglés). Knopf Doubleday Publishing Group. ISBN 978-0-525-56615-1.
- Strodach, George K. (2012). The Art of Happiness (en inglés). Penguin. ISBN 978-1-101-60865-4.
- Warren, James (2009). The Cambridge Companion to Epicureanism (en inglés). Cambridge: Cambridge University Press. ISBN 9780521873475.
- Wilson, Catherine (2020). Cómo ser un epicúreo: Una filosofía para la vida moderna. Grupo Planeta. ISBN 978-84-344-3199-7.

- Wilson, Catherine (2008). Epicureanism at the Origins of Modernity, New York: Oxford University Press, .
- Zeller, Eduard; Reichel, Oswald J. (1892) The Stoics, Epicureans and Sceptics, Longmans, Green, and Co.